# Cigányok

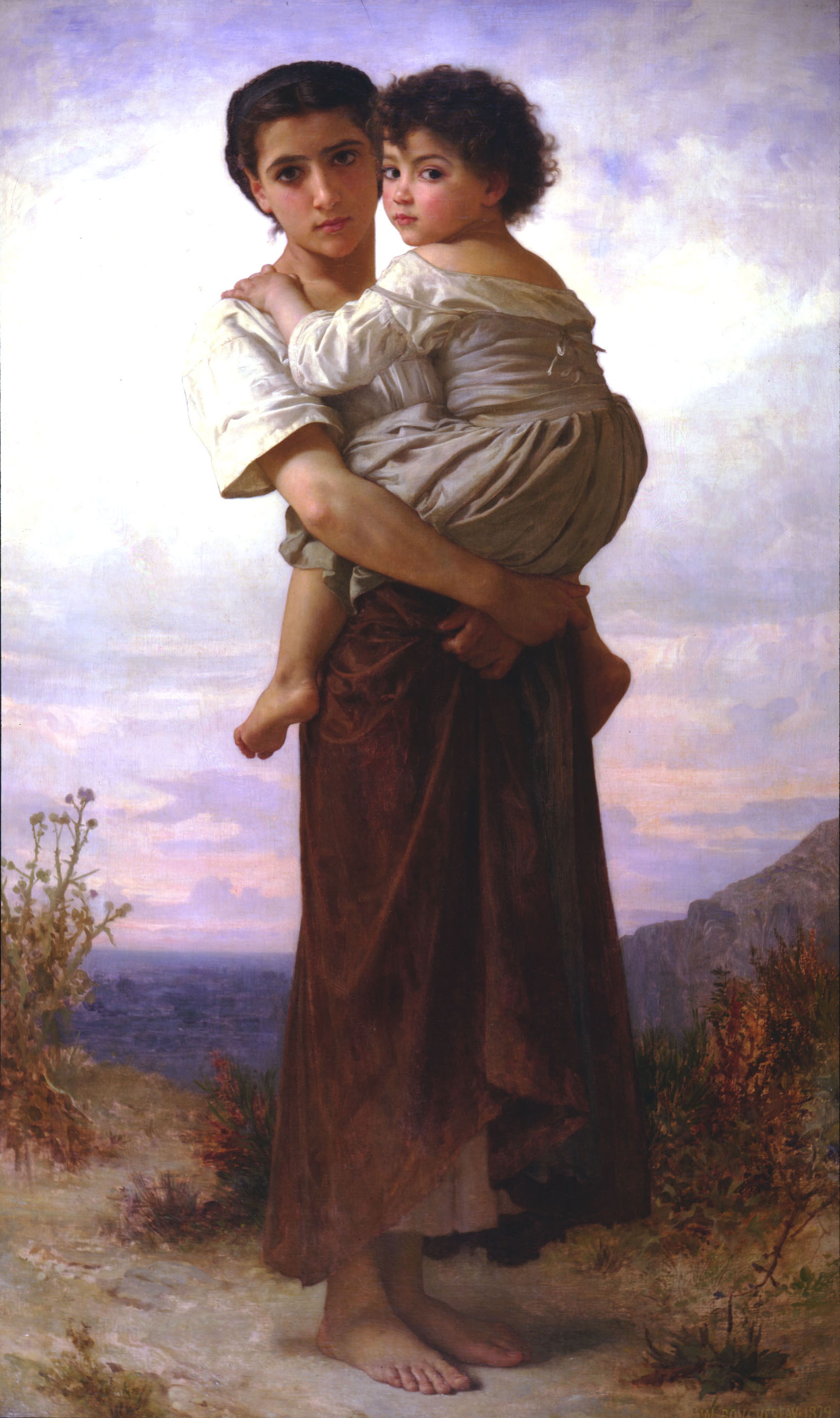
William-Adolphe Bouguereau: Fiatal cigányok (1879)

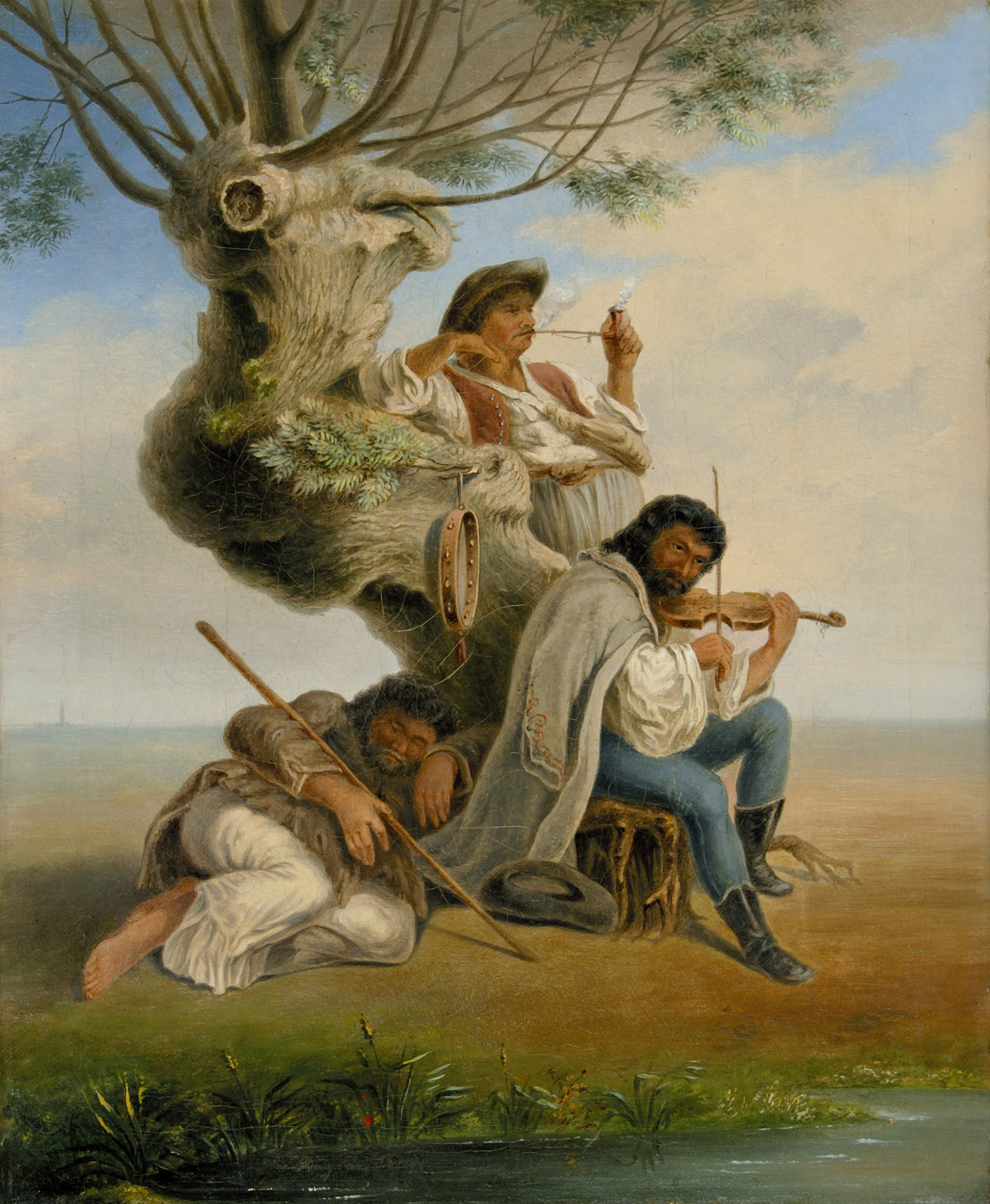
Pongrácz Ferenc: Három cigány (1836), Magyar Nemzeti Galéria
Nikolaus Lenau A három cigány című allegorikus versének egyik illusztrációja

A cigányok (romák) Indiából származó népcsoport, amely a 13–15. században vándorolt be Európába. David Comas, a barcelonai Pompeu Fabra Egyetem munkatársa szerint a genetikai vizsgálatok megerősítették a nyelvtudományi eredményeket, és a tizenhárom országból gyűjtött DNS-minták vizsgálatával igazolódott a sok országban szétszóródott népcsoport sokáig csak feltételezett indiai származása.
Hermann Cornerus dominikánus szerzetes 1435 körül keletkezett krónikája alapján a legelterjedtebb nézet, hogy a Magyar Királyság területén a cigányok 1417-ben jelentek meg. Más forrásban is van írásos nyoma egy nomád cigánycsoport megjelenésének, mert egy brassói számadáskönyv 1416. évi feljegyzése szerint az „egyiptomi Emaus úrnak és társainak 10 dénárt, 2 dénár áráért szárnyast és 6 dénár értékben a városi magtárból terményeket” adott a város. A korai időkben a cigányvajda szerepe és státusza megkerülhetetlen volt a vándorló cigányok integrációjának előmozdításához. A források hiánya megnehezíti az európai cigány jelenlét történelmi folyamatának megértését, annak társadalmi és kulturális dimenziójában. A Magyar Királyságban megjelenő csoportok némelyike továbbvándorolt és szétszóródott Európa nyugati felén. A Chronica Novella szerint Észak-Németországban Hamburgban, Lübeckben, Rostockban, Stralsundban, Greifswaldban jelentek meg. A kelet-európai cigányok döntő többsége ma már letelepedett életmódot folytat.
Önmagukat romani nyelven rom-nak, vagyis „embernek”, illetve néha kalo, kale, manuš vagy sinti néven nevezik. A magyarországi vándorcigányok néhol manusnak (=„ember”) is nevezik magukat. Magyarul ezenkívül szinonimaként használatos a népcsoport elnevezésére a romák kifejezés, bár a roma szó a rom többes száma.
A világ népei és nyelvei különféle neveken nevezték el a cigány népet. A Londonban, 1971. április 8–12. között megtartott első Roma Világkongresszuson maguk az ott jelenlévő, különböző cigány népcsoportokhoz tartozó küldöttek konszenzussal azt fogadták el, hogy a világ összes cigány származású emberének közös és hivatalos elnevezése attól kezdve a rom többesszámú alakja, azaz a roma legyen. Szabóné Dr. Kármán Judit ciganológus, nevelésszociológus, egyetemi docens szerint a Magyarországon élő cigányok egy része önmegjelölésként a roma kifejezést használja. A hagyományos cigány elnevezés ma némelyek szerint egy pejoratív jelző, amely negatív jelentéstartalmat hordoz bizonyos gondolatkörben történő kommunikációban, ezért a közéletben kerülendőnek tartják. Azonban Magyarországon jelentős csoportok, illetve általában a cigányok nagy része továbbra is cigánynak nevezik magukat, és az elnevezés a cigányok céljait támogató egyes szervezetek nevében is tovább él. Természetesen a cigány szó a magyar nyelv és irodalom része, amelynek helye van a magyar és a cigány kultúrában is, és erősen vitatott, hogy mennyire cserélhető fel erőszakkal egy idegen nyelv vele megegyező jelentésű szavával. Sólyom László korábbi köztársasági elnök is kiállt a hagyományosabb cigány szó mellett, és több nyilvános beszédében is használta.
Kárpát-medencei csoportjaikról lásd még:
- Magyarországi cigányok
- Beások
- Gábor cigányok
- Szintók

A cigány népesség a 20. századra már mind az öt kontinensen megjelent.

## Különböző elnevezésük

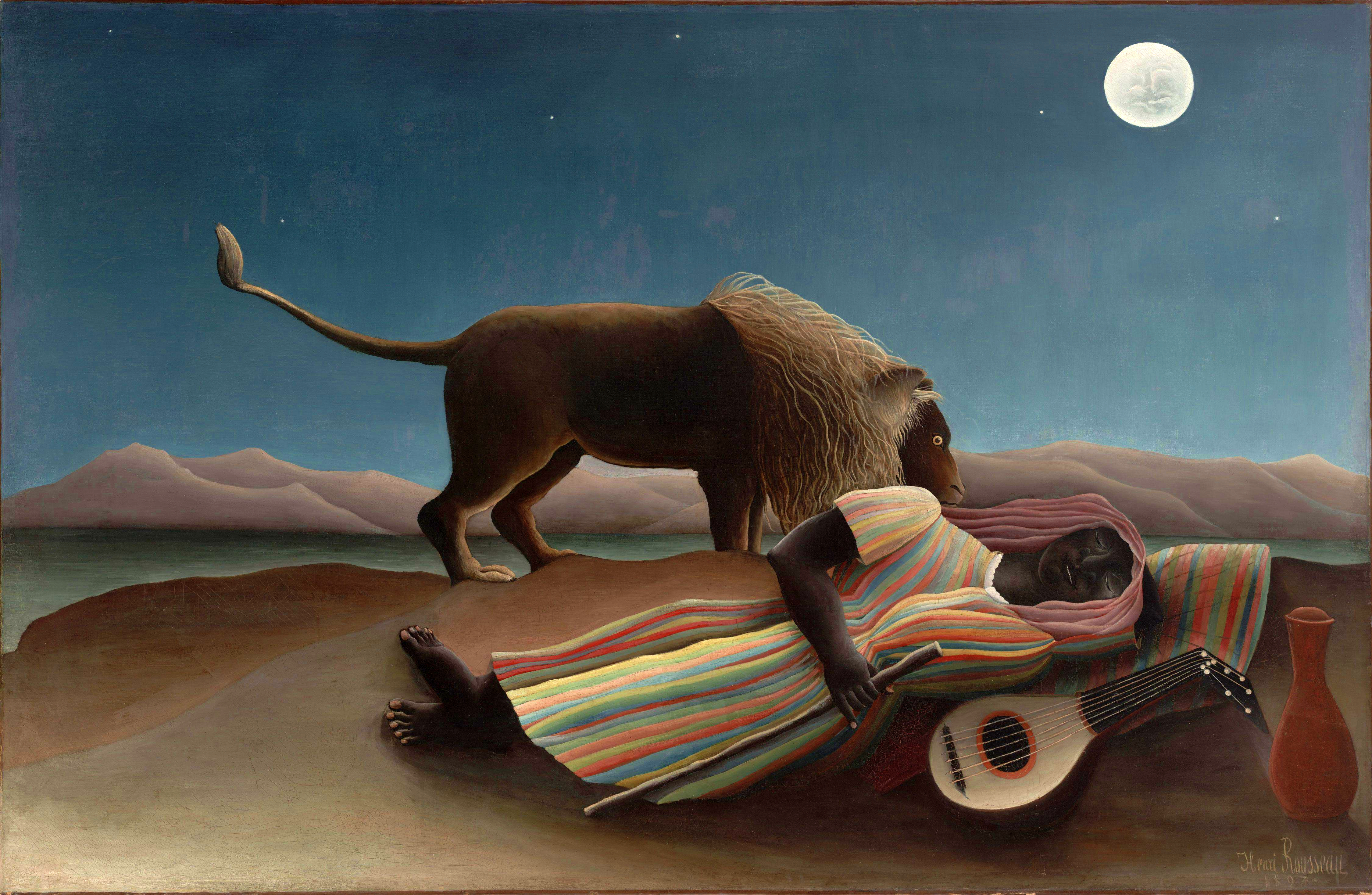
Henri Rousseau: Alvó cigány lány (1897)

A magyarhoz hasonló például a cseh cigan, latin cinganus, német Zigeuner, francia tzigane, tsigane, olasz zingaro, portugál cigano, román ţigan, spanyol gitano, zíngaro, zincalló, svéd zigenare, szerb, szlovén és horvát cigan, vend ciganj illetve török çingene név. Mindegyik kifejezés a görög ατσιγανος (atsziganosz) szóra vezethető vissza, amelynek egykori jelentése „törvénnyel szemben álló”, „kívülálló”, „érinthetetlen”.
Az ótörökben a čɨɣań azt jelenti, „szegény”. Feltehetően egy pogánynak vagy eretneknek tartott vallási közösségre vonatkozott, amelynek tagjaival a keresztényeknek nem volt szabad érintkezniük. Az, hogy a cigányoknak ténylegesen közük volt-e egy ilyen közösséghez, tudományosan nem igazolt, mindenesetre a 11. század körüli közvélekedés valamilyen oknál fogva azonosította a cigányokat velük. A kifejezés több európai nyelvbe is beépült, a magyarba feltehetően délszláv közvetítéssel került.
A roma megnevezés a rom szó egyes szám megszólító esetben vagy többes szám alanyesetben lévő alakjából származik, a „rom” „embert”, „cigány embert”, „férfit”, illetve „férjet” jelent romani (azaz cigány) nyelven. A magukat különbözően megnevező cigány népcsoportoknak (dom, lom, rom, romnicsel, szinti, mánus, káló stb.) hagyományosan nem létezett közös összefoglaló elnevezésük. Egy ilyen, a világ minden cigány közösségét magába foglaló etnonima megalkotására már az 1930-as években felmerült az igény, de ez akkor még nem valósult meg. Az áttörést a Londonban 1971. április 8–12. között megtartott Első Roma Világkongresszus jelentette. Az ott jelenlévő, különböző cigány népcsoportokhoz tartozó küldöttek egyhangúlag elfogadták, hogy a világ összes cigány népcsoportjának és cigány származású emberének közös hivatalos elnevezése – legalábbis a cigányok számára – attól kezdve a rom (ember) többesszámú alakja, azaz a roma (emberek) legyen. Ezek után az 1970-es évektől a roma kifejezés mint a cigányok összefoglaló elnevezése, fokozatosan épült be más nyelvek szókincsébe. A politikusok és a média által folytatott diskurzusokban valamivel később, a rendszerváltás utáni években jelent meg, habár a magyar alkotmány a cigány szót használja, illetve a mindennapokban is a cigány elnevezés az elfogadott.
A cigányok másik, több nyelvben is megtalálható hagyományos elnevezése az „egyiptomi”. Ilyen jelentésű kifejezések például az albán evgjit, jevg, az angolul gipsy, gypsy, a görög ejiftos, giftoi, a francia gitans, a spanyolul gitano, illetve a délszláv nyelvekben használt gipcan, gupcan, egjupci. Ezeknek az elnevezéseknek az eredete a latin aegyptanus („egyiptomi”). A kifejezés oda vezethető vissza, hogy évszázadokig egyiptomi eredetűnek tartották a cigányokat. Ma már ismert, hogy a cigányok Indiából származnak, Egyiptom csupán a cigányok egyik ágának volt rövidebb-hosszabb ideig hazája a Balkán-félszigetre való áttelepedés előtt. Az „egyiptomi” megjelölés szinonimájaként használták a középkorban a latin populus Pharaonis („Fáraó népe”) kifejezést is. A „fáraók népe”, „fáraók ivadéka” kifejezések a magyar nyelvben is egészen a 19. századig használatban voltak. A montenegrói cigányok körében még sokan hisznek az egyiptomi eredetben, ezért ők a népszámláláskor is egyiptominak vallják magukat.
Közép-Ázsiában a cigányok jughi, multani vagy luli néven ismertek, bár saját magukra a mugat/mughat arab eredetű megnevezést használják szívesen, melynek jelentése „tűzimádó”. Ghurbatnak, azaz „magányos”nak (másik konnotációja a szónak a „nyomorgó”) is nevezik magukat.
A mai Üzbegisztán területén található Szamarkand városába az 1380-as években érkeztek a pakisztáni Multán városából, ezért itt multaninak nevezik őket.

## Földrajzi elterjedésük és fő csoportjaik

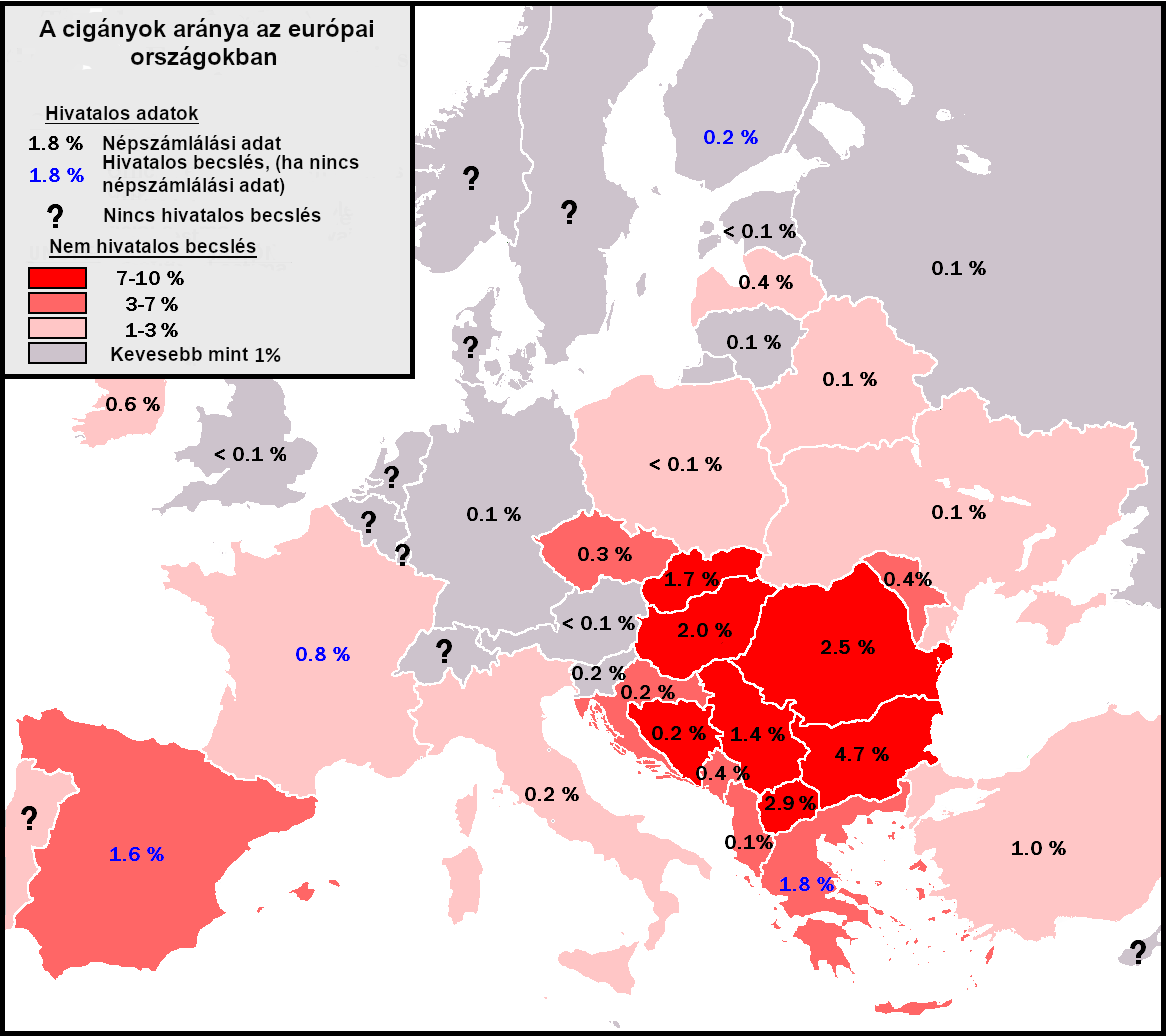
A cigány népesség százalékaránya az európai országokban

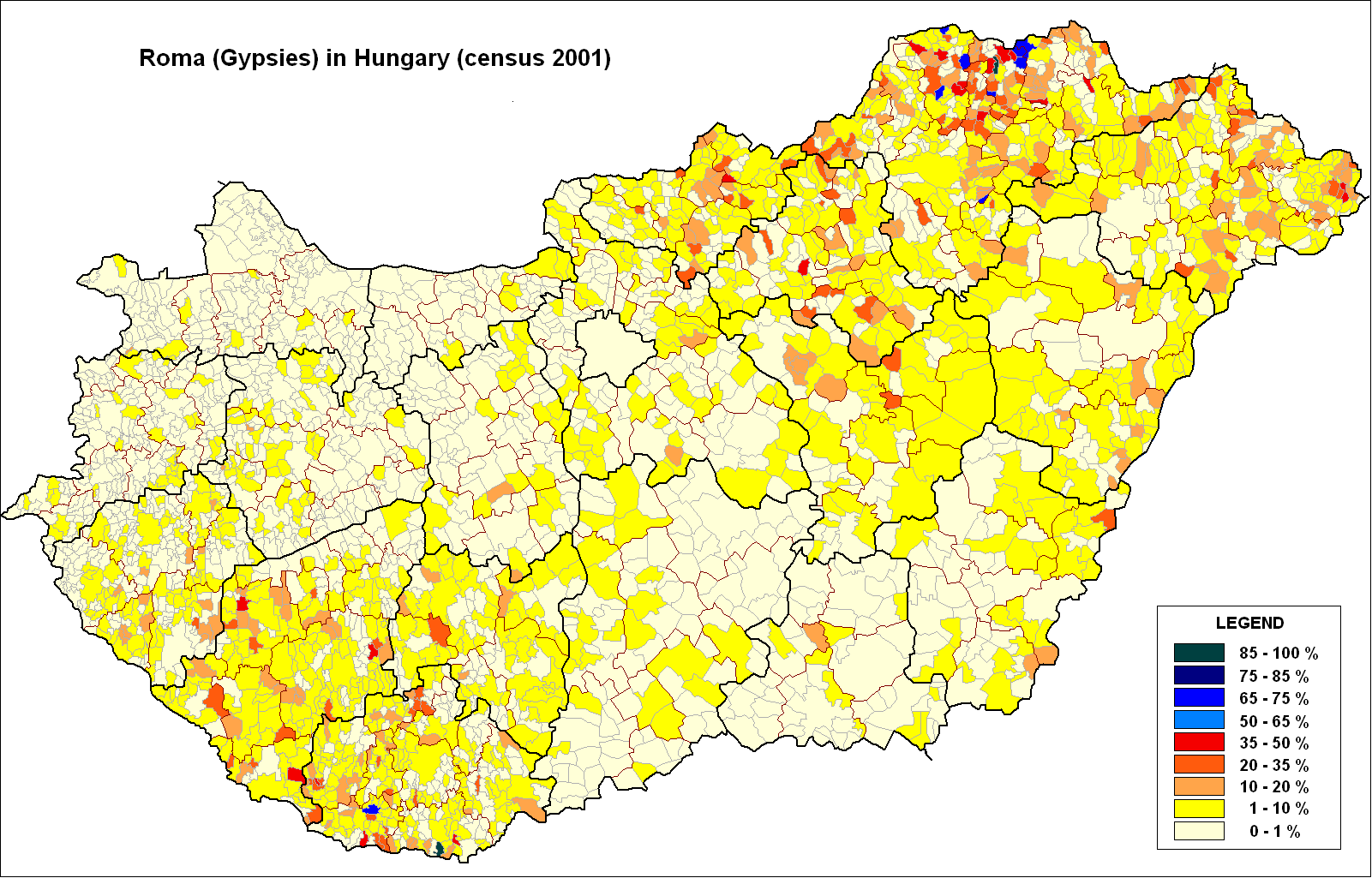
Cigány népesség a mai Magyarország településein a 2001-es népszámlálási adatok szerint

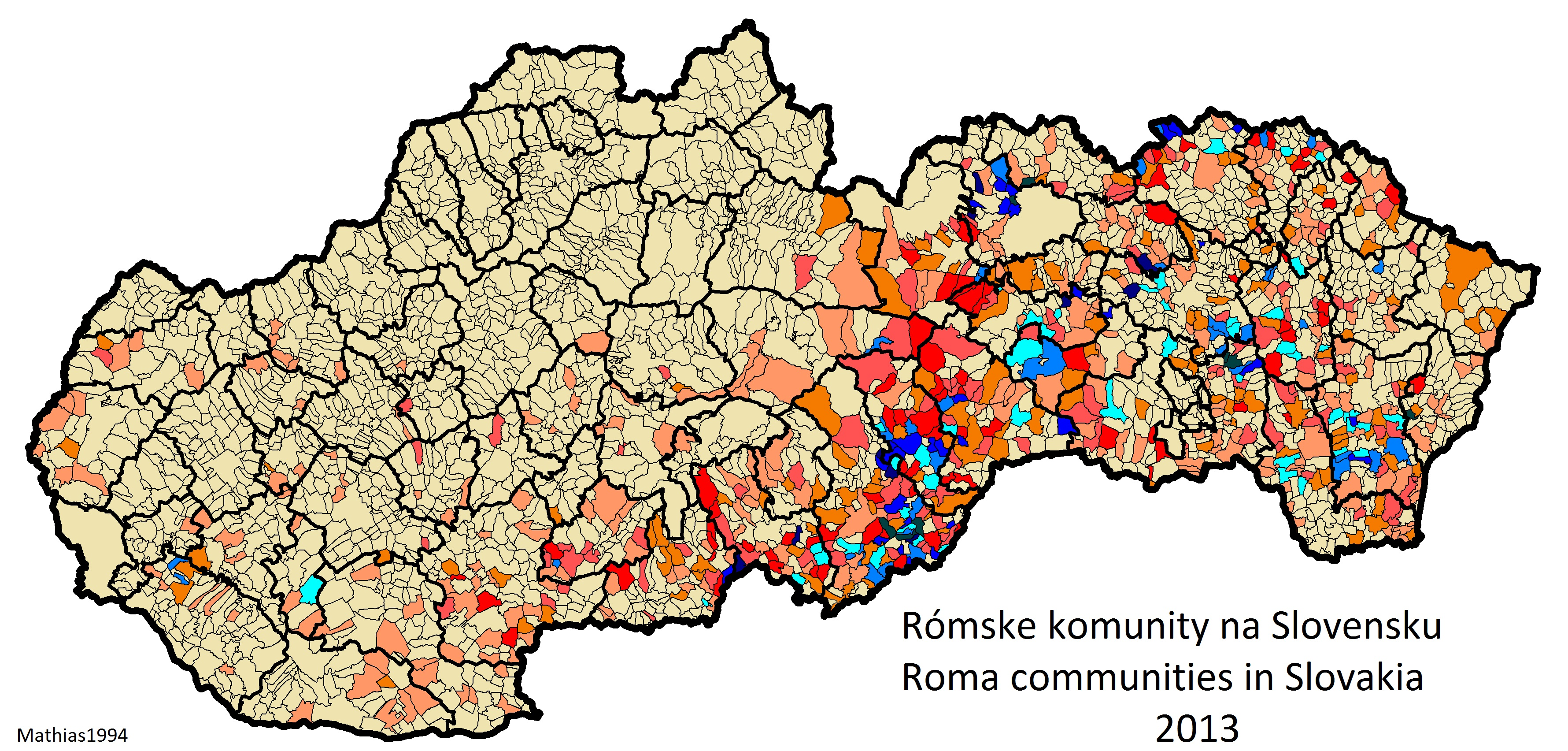
Cigány népesség a mai Szlovákia településein, 2013

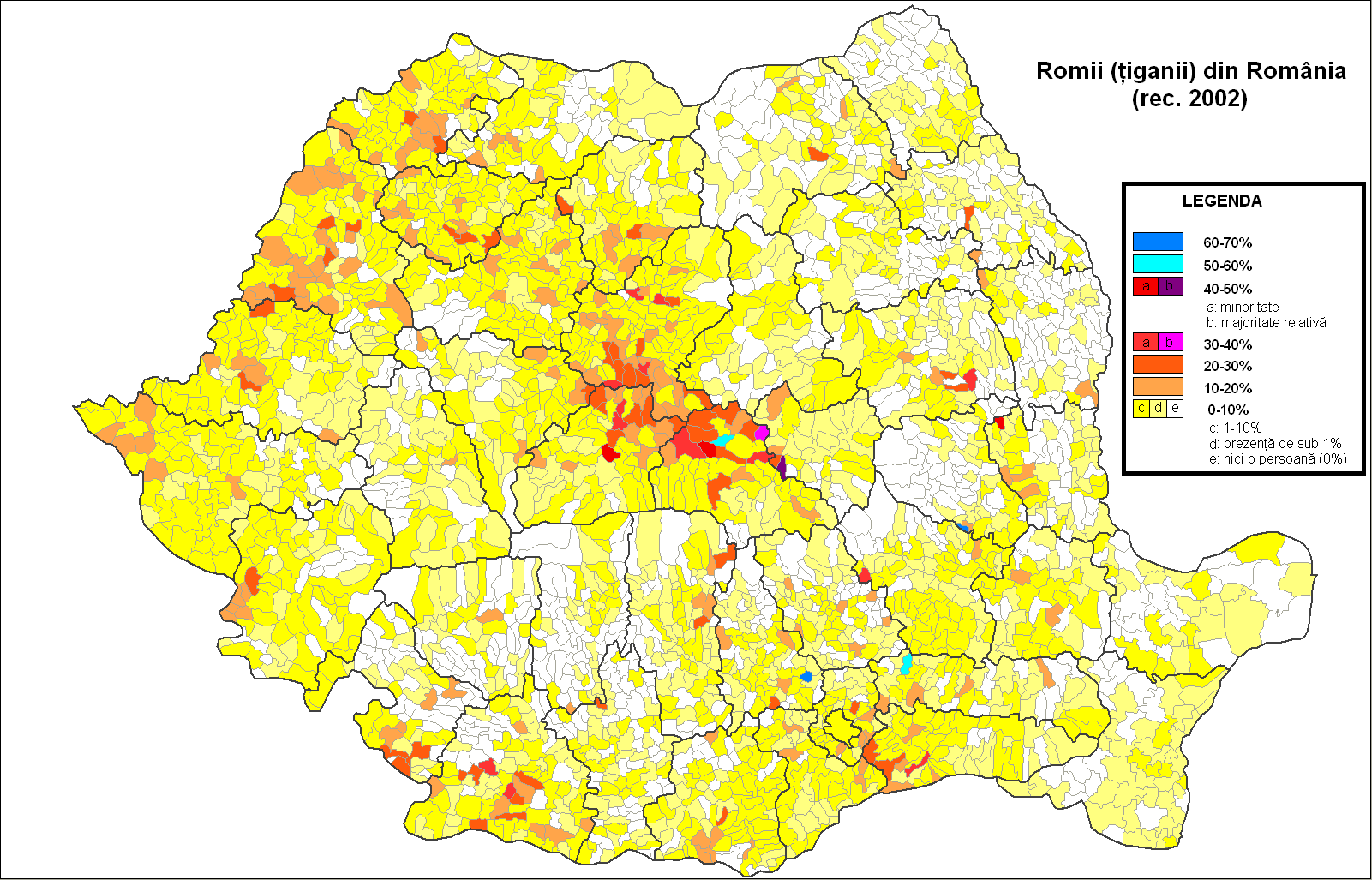
Cigány népesség a mai Románia településein a 2002-es népszámlálási adatok szerint

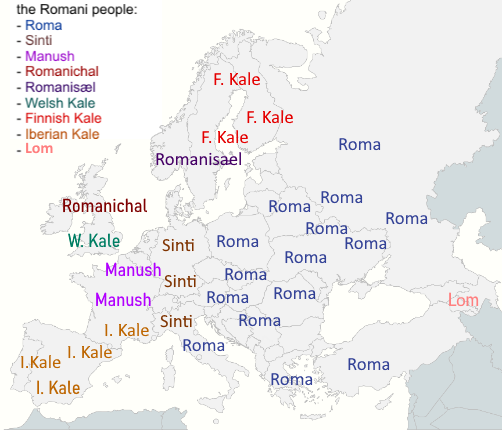
A cigány etnikai csoportok Európában

A cigányok ma a világ számos részén megtalálhatók, de legnagyobb számban Közép- és Kelet-Európában élnek. A cigányok becsült létszáma Európában 7–8,5 millió fő. A jelentős cigány lakossággal rendelkező országokban számos településen többségbe is kerültek. A Kárpát-medencének szinte minden vidékén él cigány lakosság. Szlovákiában a 2019-es Roma Közösség Atlaszában megjelent kutatás szerint 440 ezer cigány él, ami 8,1%-os aránynak felel meg; mindez megközelíti a felvidéki magyarok létszámát.
A tágan értelmezett Erdélyben (azaz a Partiumot és a Kelet-Bánságot is beleértve) a Nemzeti Kisebbségkutató Intézet 2016-os kutatása szerint 7,0% a cigányok aránya, az erdélyi cigányoknak pedig a 22,1%-a magyar anyanyelvű. A kutatás eredményei szerint Erdély magyar anyanyelvű lakosságán belül a cigányok aránya 8,4%.
A legnagyobb lélekszámú cigány kisebbség csoportjai a következő európai országokban találhatóak (becsült adatok):
- Törökország: kb. 2–5 millió[34]
- Románia: 1–2,5 millió[35][36]
- Spanyolország: 1,5 millió[37]
- Franciaország: 1,2–1,3 millió
- Magyarország: 0,5–1 millió.[38][39][40][41]
- Bulgária: kb. 850 000
- Szlovákia: 440 000[31]
- Szerbia: 147 604
- Görögország: 300 000
- Észak-Macedónia: 240 000
- Csehország: 150–300 000
- Olaszország: 130–160 000
- Németország: 110 000
- Oroszország: 180 000[42]
- Egyesült Királyság: 90 000
- Ukrajna: 50 000
- Bosznia-Hercegovina: 40–100 000
- Koszovó: 40 000

### Etnikai csoportjaik
A cigányok legfőbb etnikai csoportjai (más felfogás szerint különböző népek):
- Gitanók vagy kalók (spanyol cigányok) – Spanyolország, Portugália, Dél-Franciaország, Észak-Afrika
- Szintók (mánusok, német cigányok) – Nyugat-Európa, Olaszország, Közép-Európa, Észak-Európa
- Jenisek (a „vándorlók népe", svájci cigányok) Svájc és Nyugat-Európa
- Gábor cigányok (kalapos gáborok) Erdély és Kelet-Európa
- Romnicselek (brit cigányok) – Egyesült Királyság, Észak-Amerika
- Vlax cigányok (oláhcigányok): kelderások, lovárik, csurárik, macsvaják stb. – Délkelet-Európa, Kelet-Európa, Közép-Európa, Amerikai Egyesült Államok
- Magyarcigányok – Kárpát-medence
- Vendcigányok – Muravidék, Szlovénia
- Beások (rudárik) – Közép-Európa, Brazília
- Arliják (horahánók, török cigányok) – Délkelet-Európa, Törökország
- Bosák (örmény cigányok) – Törökország
- Domok (arab cigányok) – Észak-Afrika, Közel-Kelet
- Lúrok és gorbatok (iráni cigányok) – Irán
- Luli cigányok – Közép-Ázsia

Ezen kívül számos nyelvében és kultúrájában már erősen asszimilálódott csoportjuk található egyes országokban, például magyarcigányok, román cigányok (lautárik, urszárik), albán cigányok, orosz cigányok.
Egy 2001-ben publikált genetikai kutatás eredménye szerint a cigány férfiak több mint 70%-a egyetlen, a cigányokra jellemző leszármazási vonalhoz tartozik.
Az Egyesült Államok Nemzeti Egészségügyi Intézetének tanulmánya szerint, a genetikai kutatások arra utalnak, hogy a mai Európában élő 8–10 milliós cigány népesség genetikailag elszigetelt populációk konglomerációja.

## A cigányok története

### Indiai őshaza

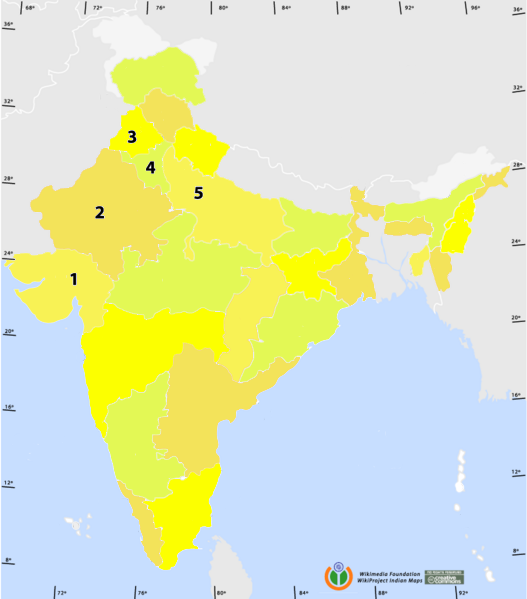
A cigányok őshazájaként szóba jövő mai indiai államok: Gudzsarát (1), Rádzsasztán (2), Pandzsáb (3), Harjana (4), Uttar Prades (5)

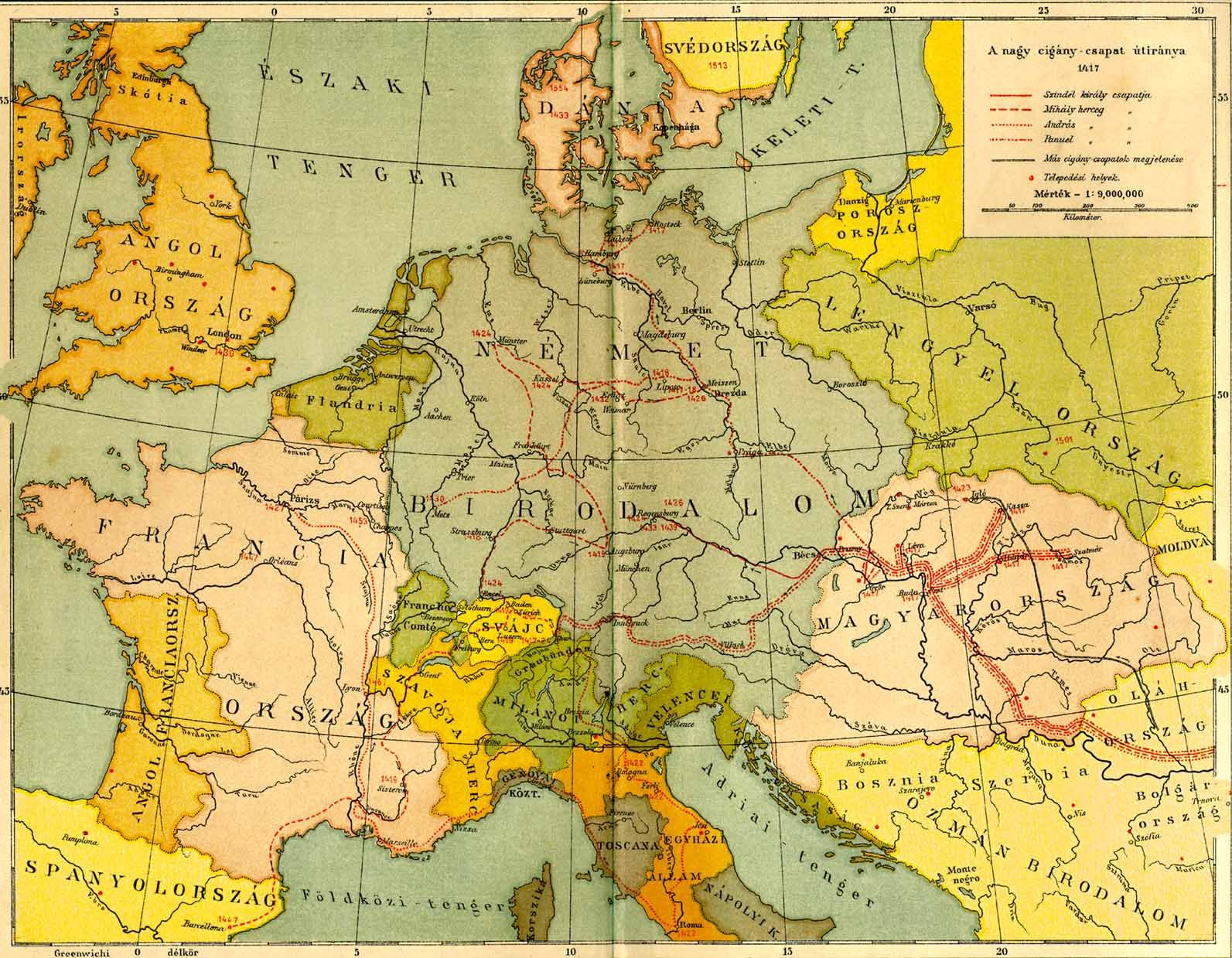
A nagy cigánycsapat útiránya 1417-től. Hermann Cornerus dominikánus szerzetes krónikájában az 1417-es évnél jegyezte fel a cigányok érkezését Észak-Németországba

A cigányok nyelvileg észak-indiai népekkel rokonok, de genetikailag nem egyezőek. Ezek feltételezett, de nem bizonyított őshazája India északnyugati része, különösen a mai Pandzsáb, Rádzsasztán és Gudzsarát államok. Ezekben az indiai államokban ma is több olyan nép él, amely sok hasonlóságot mutat a cigányokkal, egyesek „indiai cigányokként” is emlegetik őket. E népek elkülönítik magukat a letelepedettek társadalmától, sőt a hagyományos indiai kasztrendszeren is kívül állnak, „kaszton kívüliek”. Lélekszámuk India egész területén a 30 milliót is meghaladja. A dombák, kandzsrik és baigák hindu vallásúak, míg a gormatik az iszlám vallást követik. A részben Gudzsarát államban élő dombák nevének eredete ugyanaz, mint a romáké (dom = „ember”). Sokan ma is nomád vándorok, akik szolgáltatásokat is nyújtanak. Fő mesterségeik a lókupeckedés, patkolókovácsság, fémművesség, vándorzenélés, tánc, utcai mutatványosság, bűvész- és zsonglőrmutatványok, jóslás. Élesen elhatárolják magukat a letelepült lakosságtól, az asszonyaikat a cigányokéhoz hasonló színpompás öltözetük is megkülönbözteti a többi néptől. A hindu mitológia szerint Siva isten felajánlott egy tálat az univerzum összes mérgével Kanipa gurunak, aki egyszerre elfogyasztotta a tartalmát. Sivát ez lenyűgözte és megígérte Kanipának, hogy a világ gondoskodni fog róla és leszármazottairól. Ez az ígéret magában foglalta a kolduláshoz való jogot is, ami megmagyarázza a rádzsasztáni kalbeliák (kobra cigányok) törzsének azon képességét, hogy Kanipa közvetlen tanítványaiként uralják a méreg és a mérgező lények feletti uralmat, valamint hogy gátlástalanul kolduljanak.
Az indiai nomád népek nyugatra vándorlásáról nincsenek pontos ismereteink, de már az ókor végétől elkezdődhetett. Hozzájuk kapcsolódhat az indiai muzsikusok története a Sáhnáméban, a perzsa irodalom leghíresebb alkotásában. Eszerint az 5. században uralkodó Bahrám Gór, szászánida perzsa király tízezer indiai zenészt telepített Irán (Perzsia) területére.
Később is kerültek különböző indiai népcsoportok Iránba. A 11. század elején például a mai Afganisztán, Irán és Pakisztán nagy részét uraló Mahmúd szultán (998–1030) idején terjedni kezdett az iszlám az általa meghódított északnyugat-indiai területeken, majd számos hadjáratban Észak-India középső területeit is végigrabolta, a Gangesz folyó vidékét, így a mai Harjana és Uttar Prades államok és a mai indiai főváros, Delhi területét. A hinduk szent városait porig rombolta, és a lakosság nagy tömegeit rabszolgának elhurcolta. Kannaudzs város 53 ezer lakosát például – köztük előkelőségeket, művészeket és mesterembereket – 1018-ban a saját birodalmához tartozó iráni területre, Horászánba telepítette. Az európai cigányok elődeit egyesek ebben a Mahmúd által Észak-Iránba telepített, több százezres indiai népességben keresik. Az 5–11. század között az észak-iráni területekre kerülő különböző indiai származású népcsoportok azonban keveredhettek is egymással, és ebben az esetben több indiai terület is szóba jöhet a cigányok őshazájaként.

### Kivándorlás Iránból
A 7–8. századtól kezdve az Iránban élő indiai eredetű népcsoportok több irányba folytatták a vándorlást. Egy részük Kis-Ázsiába, az örmények vidékére (a mai Kelet-Törökországba) költözött, ahol felvették a kereszténységet. A terület akkor a Bizánci Birodalomhoz tartozott, és a bizánci krónikák a 9. századtól már említik a keleti szélek vándorait, akiket az atszinganosz („érinthetetlen”) kis-ázsiai eretnek mozgalom nevéből „tszinganoszoknak” neveznek. Sőt írásos emlékek szerint 810-ben mágiával és jóslással foglalkozó tszinganoszok jelentek meg magában Konstantinápolyban, a birodalom fővárosában is.
A cigányok másik csoportja délnek fordult és a Közel-Kelet, majd Észak-Afrika felé vette az irányt. Az ő leszármazottaik a mai „arab cigányok”. Három fő csoportjuk van: a navarok, a halebek és a gagarok. Önmagukat valamennyien a dom népnévvel jelölik. Nyelvükben számos arab jövevényszó van. Jelentős részük ma is lovaskocsikban lakik, és szolgáltató vándoréletet él (zenélés, mutatványosság, fémművesség). Zenekaraik a hagyományos arab zene híres művelői. A legnagyobb lélekszámban, több mint egymillióan Egyiptomban élnek (többségük navar), valamint Szíriában (300 ezer fő) és Irakban (60 ezer fő), míg a többi közel-keleti és észak-afrikai országban csak néhány ezer fős cigány kisebbség található. Jeruzsálem környékén, Izraelben is élnek mintegy tízezren. Észak-Afrikából a 9–10. században elérhették Spanyolországot, amely abban az időben arab uralom alatt állt. Spanyolország jelentős számú cigány lakossága, a gitanók ma is afrikai eredetűnek vallják magukat.
Bár a 13. századig a korai cigány nép többsége végleg elhagyta a perzsa területeket, Iránban a mai napig is élnek a cigány nyelvhez közeli nyelvjárást beszélő, indiai származású népcsoportok, mint a lúrok (kb. 500 ezer fő) és a gorbatok (kb. 100 ezer fő). Ők a cigányoknak az az ága, akik nem vándoroltak tovább Iránból (az úgynevezett „iráni cigányok”).

### Kis-Egyiptom hercegei

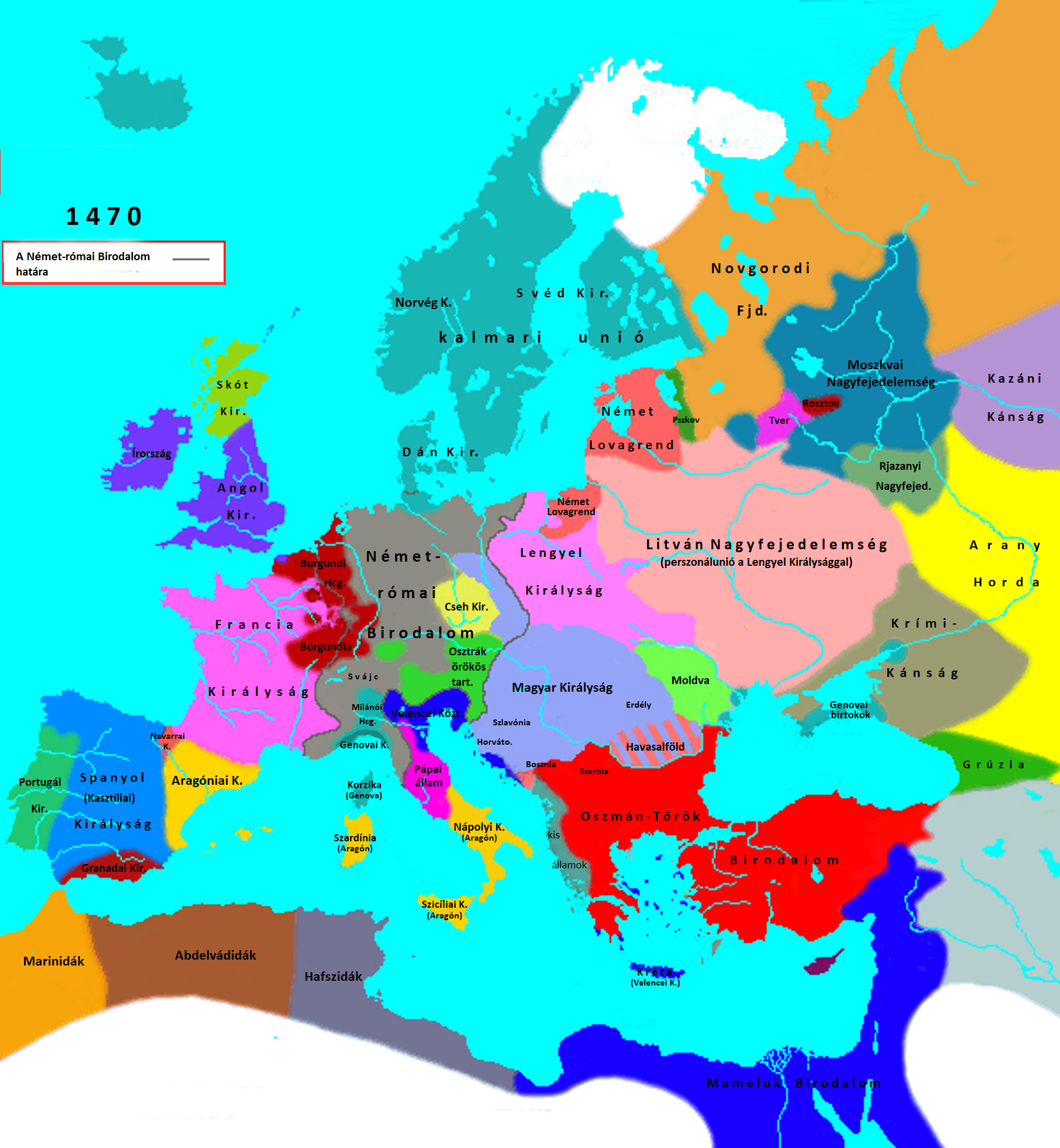
Európa államai 1470 körül

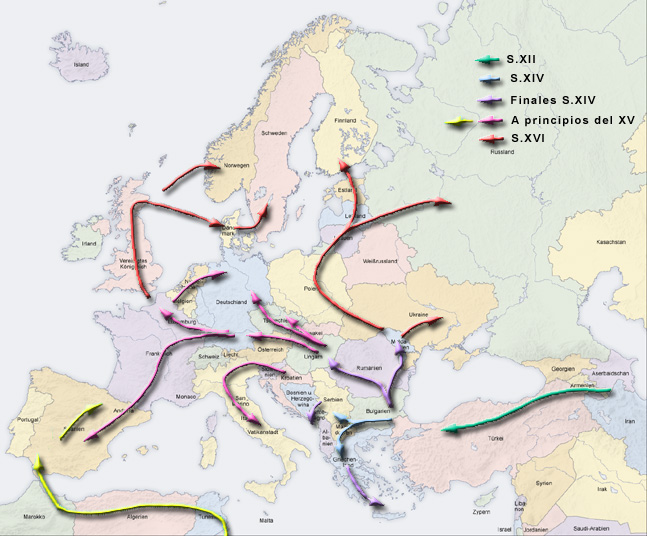
A Kis-Ázsiában élő cigányok Európába vándorlása a 13–16. század között (mai országhatárokat ábrázoló térképen)

A 13. században a Kis-Ázsiában élő cigányok nyugatabbra vándoroltak, amit a mongol hódítás, a középkori történelem legnagyobb hadjáratsorozata válthatott ki. A 14. században a kis-ázsiai cigányok zöme átköltözött Európába, a Balkán-félszigetre. Talán a törökökkel szembeni hasznos szolgálataiért egy csoportjuk vezetője a bizánci császártól a „Kis-Egyiptom hercege” címet nyerte el. „Kis-Egyiptom” vagy Gippe a birodalom egy görögországi területe volt Messziniában, Methoni város mellett, ahol a cigányok egyfajta központja alakult ki. (A törökök 1500-ban elpusztították.) Ma Montenegróban élnek olyan cigányok, akik egyiptominak vallják magukat, és így szerepelnek hivatalos összeírásokban. A gazdaságilag gyengébb országban ma is sok az elmaradott hely, a cigányok pedig a legmélyebb szegénységben élnek, ezért ott még több régi hiedelem tartja magát.
Lakatos Attila borsod megyei cigányvajda 2009-ben megjelent tanulmánya szerint az első cigányvajda Ivanko Bazarad, más elnevezéssel „Negru-Vodă” Oláhország alapítója és vajdája, függetlenítette magát I. Károly magyar királytól, amikor 1330-ban a posadai csatában legyőzte a király seregét.

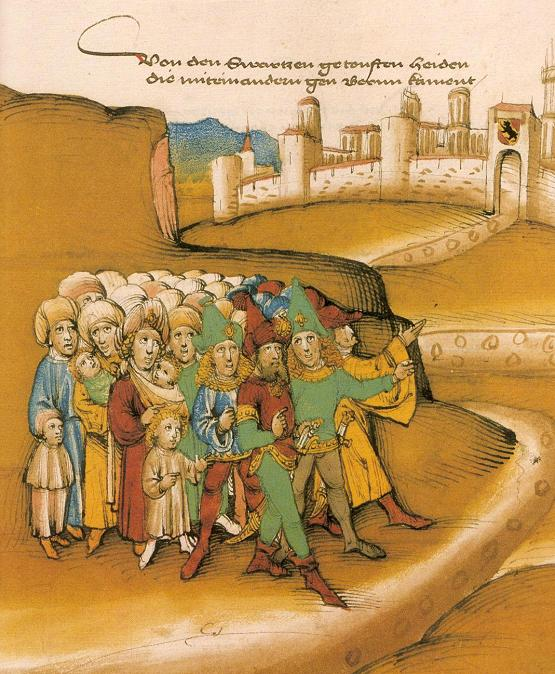
A cigányok első megjelenése Bern városa előtt, Spiezer Chronik, 1485.

A törökök pusztító balkáni háborúi a cigányokat is sújtották. A rabszolgasors, a gyermekeik elhurcolása elől a 15. század elejétől tömegesen vándoroltak tovább a Magyar Királyságba és a román fejedelemségek területére, majd a 15-16. században egész Európában szétszóródtak. A berni krónika 1419-ben említi a vándorló csoportjaikat Svájcban. Zsigmond magyar király, német-római császár a Magyarországon áthaladó cigány karavánok vezetőinek császári menleveleket adományozott, mint Szepesváralján László cigányvajda népének is. Romano Rácz Sándor író szerint a menlevél nyugati országokban sokáig szabad közlekedést és nagy tekintélyt biztosított számukra. Mivel sehonnan nem került elő a menlevél ezt még vitatják. Az egyik legrégebbi oklevél, amelyben a cigányok megemlítődnek, Hunyadi János 1455. január 18-án kelt oklevele, amelyben, mint besztercei ispán megengedte, hogy Barcsay Péter és Tamás a birtokukon letelepítsen négy romát a jobbágyaként.
A császári menlevéllel (salvus conductus) és oltalomlevéllel ellátott első Nyugat-Európában megjelenő csoport a karavánok egész hadát alkotta, egyes korabeli híradások 14 ezer emberről beszélnek. A források név szerint is említik a vezetőit, Mihály és András hercegeket, „Kis-Egyiptom urait”. A csoport egész Nyugat-Európán átvonult, 1418-ban Strasbourgból, Brüsszelből és Hollandiából is fennmaradtak elképedt beszámolók. 1422-ben András herceg és népe Itáliát járta be, 1427-ben pedig Párizsban találjuk őket mint egyiptomi keresztény menekülteket és zarándokokat. A különböző uralkodók és helyi fejedelmek szívesen fogadták őket, a városok lakói mindenütt adományaikkal segítettek a „zarándokseregen”. Rómában V. Márton pápa fogadta őket, és több pápai ajánlólevelet adományozott számukra, ami a császári védlevél mellett újabb rendkívüli előjogokat jelentett. András és utódai 15. századi „felfedező utazásaik” során Nyugat-Európa minden országába eljutottak, ez volt a „cigány kalandozások” kora.
Mátyás király 1487. április 8-án Bécsújhely városának ostroma alatt kiadott oklevéllel védte meg a cigányokat az erdélyi vajda adószedőitől: Mivel a dolog úgy van, hogy a szebeni székben lakozó cigányok, vagyis egyiptomiak – akik tudniillik Szeben városunk védelmének az érdekében bizonyos munkák elvégzésére vannak kötelezve – régtól fogva és mindig, mint tudjuk, a szabadság azon előjogának örvendtek, hogy senki a mondott részek vajdái és alvajdái közül, de az ő familiárisaik közül sem háborgathatta és zaklathatta semmilyen módon ama cigányokat, és semmilyen fizetéseket vagy adókat nem csikarhattak ki belőlük.

### Szabadok, szolgák, üldözöttek

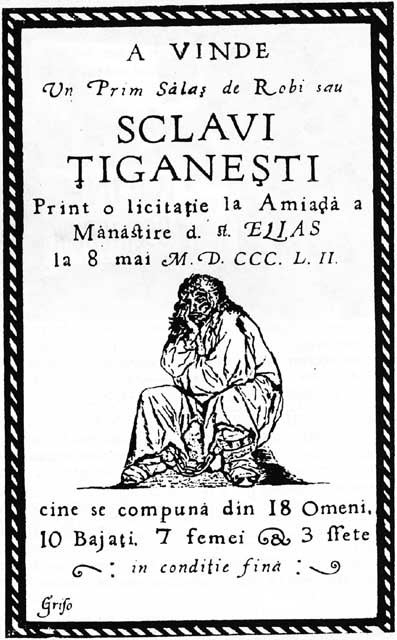
Cigány rabszolgákat kínáló árverési hirdetmény, Havasalföld, 1852

Vándorlásaik során a cigány csoportok megtanulták a helyi nyelveket, szokásokat és felmérték a mesterségeik gyakorlásához legelőnyösebb vidékeket, ahol azután évszázadokig folytatták a körkörös utazást. A csoportok különféle mesterségekre szakosodtak, foglalkozásuk kiterjedt a zenélésre, kovácsmesterségre, kézművességre (rézöntés, fafaragás, vesszőfonás), vályogvetésre, kereskedelemre, mutatványosságra, de a lopásra, jóslásra, kártyavetésre is. Több cigányról szólnak a források, akik beálltak tengerésznek, és így eljutottak messzi földrészekre, sőt Kolumbusz hajóin is szolgáltak.
Bár az egyházi hatóságok már 1447-ben kitiltották őket a spanyolországi Barcelonából, és 1471-ben Svájcban megszülettek ellenük az első törvények is, a cigányok igazi üldözése csak a 16. században kezdődött. A muszlim török terjeszkedés ekkor már nyomasztóan nehezedett egész Európára, és a cigányokat színlelt kereszténységgel, pogánysággal kezdték vádolni, valamint azzal, hogy török kémek. Több országban megtiltották a velük való minden kereskedelmi és egyéb érintkezést. 1563-ban a tridenti zsinat úgy rendelkezett, hogy cigány ember nem lehet a katolikus papság tagja. Sokakat kivégeztek közülük, nemcsak lopás vétkéért, hanem sokszor azért is, ha az áthaladási tilalom ellenére az adott város vagy ország területén találták őket. A kitiltó rendeletek miatt a cigányok a „határok népei” lettek, egyik országból a másikba menekültek, de megtartották szabadságukat és függetlenségüket a nem-cigányok (gádzsók) törvényeitől. Nyugat-Európában az évszázadok során a cigányoktól elszakadva két különálló csoport is született, amelyek ma külön népeknek tartják magukat. Az egyik a szintók, akik Európa német nyelvű területein alakultak ki, a másik pedig a spanyol cigányok (gitanos), akik az inkvizíció különösen kegyetlen üldözése következtében letelepedtek, és áttértek a spanyol nyelv használatára. A 16. század végén több nyugat-európai ország az amerikai és afrikai gyarmataira toloncolta a cigány közösségeket.
A Balkán-félszigeten a török terjeszkedéssel együtt a rabszolgaság is utolérte a cigányokat, a vándorlást folytató csoportok jó részét megfosztották szabadságuktól, és a török rabszolgapiacokra hajtották őket. A balkáni népeknél és a román fejedelemségekben a 14–15. században mesterségeikkel a földbirtokosok helyi gazdaságait kellett kiszolgálniuk, a vándorlási, szökési kísérleteiket kegyetlenül büntették. Ezek az erőszakkal letelepített csoportok részlegesen asszimilálódtak a befogadó népekhez, átvették azok nyelvét. A spanyolországi cigányokat a 17. század elején kényszerítették végleg a letelepedésre, halálbüntetés terhe mellett tiltva meg nekik a vándorlást, a hagyományos mesterségeiket, a cigány nyelv használatát és a „cigány öltözet” hordását.
Thaly Kálmán történész 1884-ben a Történelmi Tár című kiadványban a Veszprém megyei cseszneki vár cigányainak adományozott szabadalomlevelet közölt:
szabadságot engedvén és adván nékiek, hogy az szentséges Magyar Korona alatt akármely Vármegyében lévő jószágimban és botom alatt szabados mesterségek, úgymint kovácsolások s cserélések után megbántódás és háborítás nélkűl szabadon élhessenek, táplálván abbéli keresményekkel mind magokat s mind pedig cselédeket. – Minekokáért kérek feljőlemlétett minden rendeket, a kiknek pedig illik, Tisztem szerint hagyom és parancsolom, hogy megnevezett Veöreös Mihály vajdát, fiait…, ezeknek mostani és ennekutánna születendeő maradékjokat, és sokszor emlétett Veöreös Mihály vajdaságához tartozó czigányokat, ha valahol az Magyar Korona alatt akármely Vármegyében az én jószágimban találtatnak, igaz útjokban és életek szabad táplálásában senkitől bántások vagy megháborítások ne légyen; sőt az én tekéntetemért más Méltóságos Urak és Nemesek jószágiban is szabados útazást és múlatást nékiek engedni ne nehezteljenek.

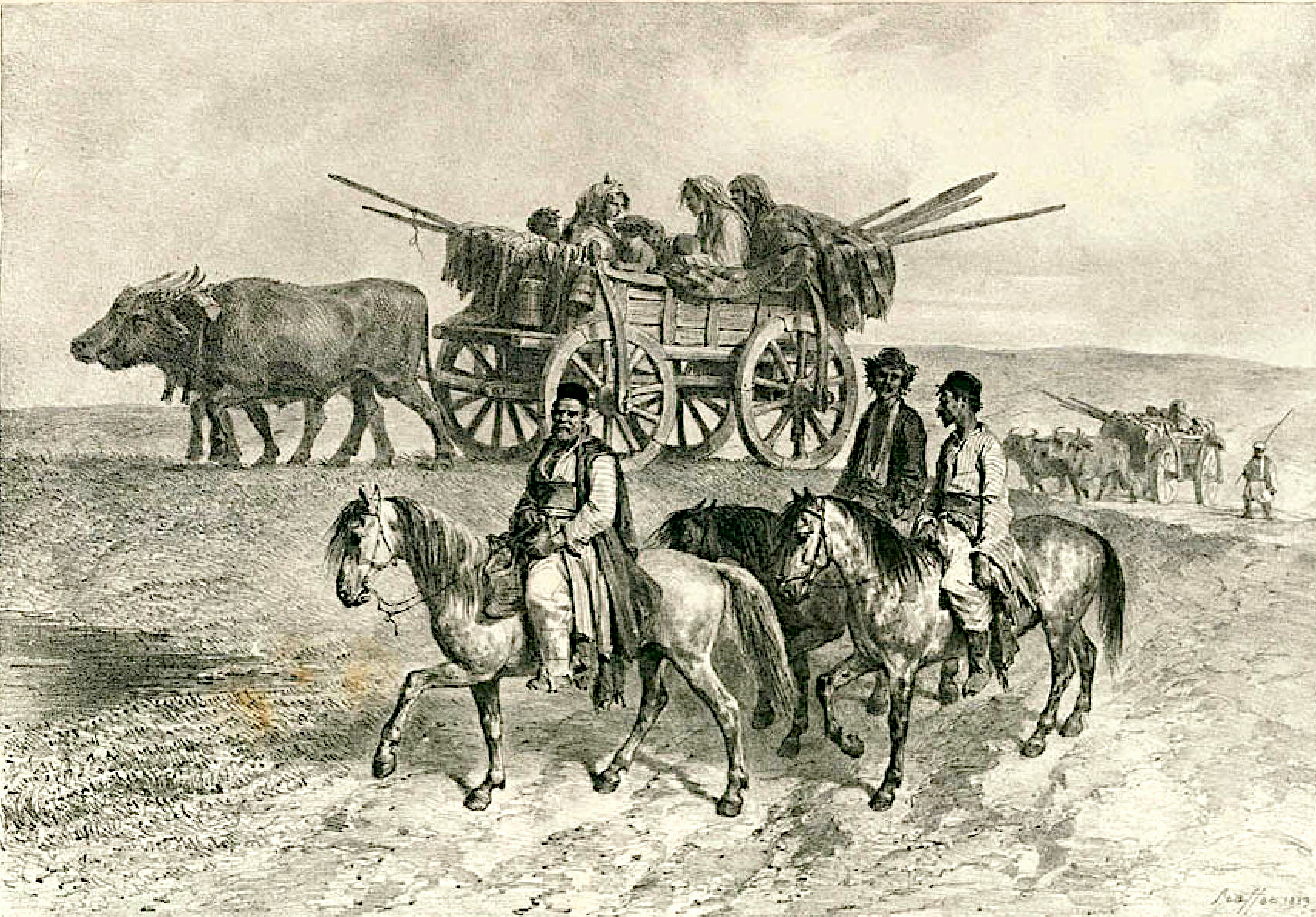
Auguste Raffet: Vándorló cigány család Moldvában, 1837

A Magyar Királyság területén élő vándorló cigányokat a 18. században, spanyol mintára, erőszakkal telepítették le a Habsburg uralkodók. 1769-ben Békés vármegyében olyan rendelet látott napvilágot, amely megtiltotta, hogy a cigányok egymás mellé építsék házukat, ezzel is az asszimilációt kívánták szorgalmazni. „Nem lopni és hazudni, varázsolni, cigánykodni, hanem igaz munkával élni … Utcában fel s alá járni, koldulni, lopni, részegeskedni, veszekedni, az utcákon kiabálni …gunyhót vagy földházat teljességgel csinálni ne engedtessék.” A várt eredmény azonban elmaradt, épp ellenkező hatást ért el a rendelet, mert sokan azok közül is megszöktek, akik már kezdtek áttérni a letelepedett életmódra.
1782-ben Hont vármegye kirakatpert indított egy vándorcigány csoport ellen kannibalizmus címén. 200 vádlottból 151-et ítéltek halálra, de csak 41-et végeztek ki (lásd: nyúzóvölgyi vérengzés).
Moldvában egy cigány még a fejedelmi rangig is vitte: 1595-ben az ország trónjára Rézván Istvánt (Ștefan Răzvan), egy cigány rabszolganő fiát választották. (A rabszolgaságot csak 1856-ban törölték el a román fejedelemségekben.)

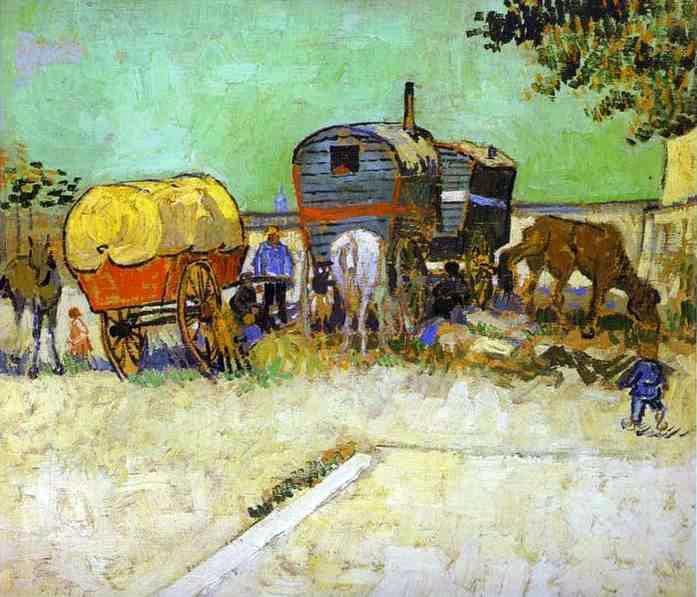
Vincent van Gogh: Cigánytábor Arles közelében, 1888

A balkáni cigányok másik fele szabad maradt, és folytatta a vándorló életmódot. A 19. század elején a Magyar Királyságba vándorló csoportjaikat oláhcigányoknak nevezték. A század vége és az első világháború közötti időszakban a legnagyobb részük továbbvándorolt Nyugat-Európába és Amerikába, ők alkotják a világ mai cigány lakosságának legelterjedtebb csoportját, még Dél-Amerikában és Ausztráliában is élnek lakókocsijaikkal vándorló oláhcigányok.
Az 1930-as évektől a náci Németország a cigányok ellen is népirtást folytatott. A porajmos (lovári nyelven „elnyelés”) során az egész németországi cigány lakosságot meggyilkolták, a második világháború alatt pedig más országokból is sokakat koncentrációs táborokba hurcoltak, ahol kb. 250–400 ezer cigány szenvedett kínhalált. A túlélők a háború után szinte sehol nem kaptak kártérítést. A 2000-es évek elején megindult a II. világháború miatti kártérítés, de ez rövidesen visszaélésekhez vezetett, melyekben büntetőeljárás is indult.
1995-ben, a burgenlandi Felsőőrön elkövetett bombamerényletben négy cigány férfi vesztette életét. 2008 és 2009 között több, halálos áldozatokkal is járó fegyveres támadás történt Magyarországon cigányok ellen (lásd: 2008–2009-es cigánygyilkosságok és tatárszentgyörgyi gyilkosság).

### A nemzeti mozgalom kezdete

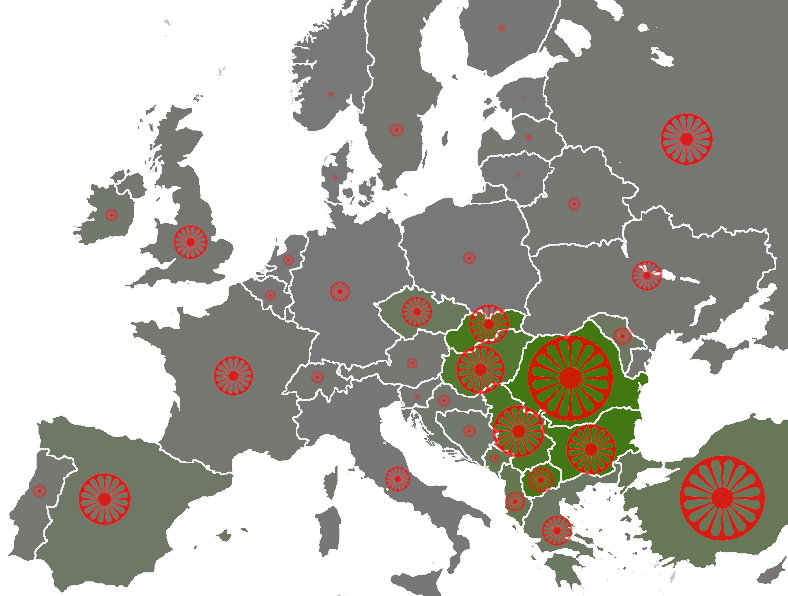
Cigány diaszpórák Európában
0%
5%
10%

A nemzetközi cigány mozgalmak az 1930-as években keltek életre, azonban csak 1971-ben tartották meg a cigányok első világkongresszusát Angliában. Itt Európa, Afrika, Ausztrália és Amerika számos országának szervezetei képviseltették magukat. Mivel a különböző nyelveken (német, angol, francia stb.) a cigány szó általában negatív, előítéletet hordozó kifejezésnek minősül, ezért elhatározták, hogy a nép neve egységesen a roma lesz, a kongresszust pedig Roma Világkongresszusnak nevezték el. A kongresszuson megalakították a Nemzetközi Roma Szövetséget (International Romani Union (IRU)). 2000-ben az V. Roma Világkongresszuson Emil Ščukát, prágai cigány jogászt választották meg az IRU elnökének.
A roma nemzethez tartozó egyének nemzetük képviseletét kérik, egy nemzetét, amely nem akar állammá válni. […] Mi egy nemzet vagyunk, ugyanabban a hagyományban osztozunk, közös a kultúránk, az eredetünk és a nyelvünk; egy nemzet vagyunk.''
Magyarországon az önálló cigány autonómia ötlete a 2000-es évek elején fogalmazódott meg néhány cigány értelmiségi fejében. 2014-ben Ladányi János szociológus majd 2017-ben az Opre Roma Párt vezetője Kamarás István vetette fel az önálló cigány tartomány létrejöttét. A Nemzeti Választási Irodához benyújtott népszavazási kezdeményezés szerint, a cigány tartomány területe Borsodban, Szabolcsban, Nógrádban és Hevesben jönne létre. Azonban Toroczkai László politikus megállapítása szerint Borsod-Abaúj-Zemplén, Heves, Nógrád és Szabolcs-Szatmár-Bereg megyék területén a cigányok a lakosság kevesebb mint ötven százalékát teszi ki, ezért szerinte az önálló cigány államot csak erőszak útján lehetne létrehozni. Magyarországon a 20. század végén és a 21. század elején egy több évtizedes népességcsökkenési folyamattal egyidőben, bekövetkezett a cigány népességrobbanás, amely számos helyen etnikai feszültségek és kistérségi válságjelenségek okozójává vált. 2015-ben Papp Z. Attila, az MTA TK Kisebbségkutató Intézet igazgatójának kutatásai és az általános iskolákban végzett kompetenciamérés során megjelent statisztika szerint Budapest VIII. kerületében, a gyermekek 43 százaléka cigány származású volt.

## Kultúra

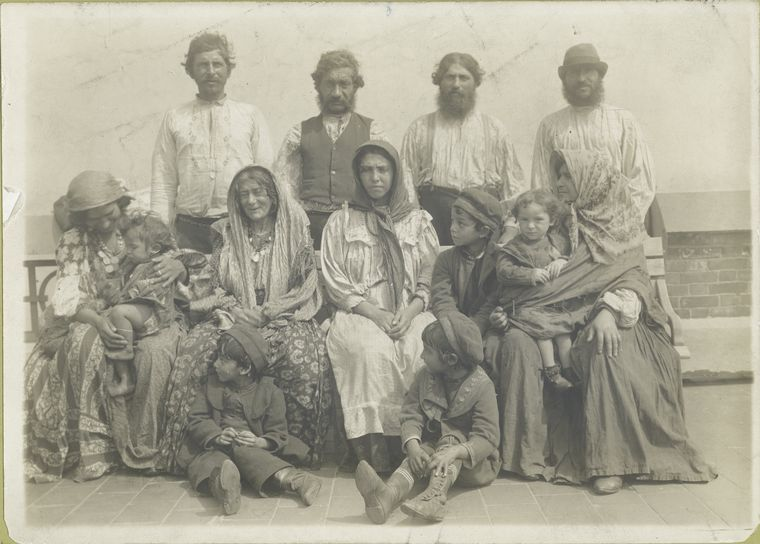
Magyarországi cigányok, 1907

### Nyelv
A cigány nyelv, vagy romani nyelv az indoeurópai nyelvcsalád tagja, ezen belül a modern nyelvészet szerint az ind nyelvek középső csoportjába tartozik. Rokonságban áll a nagy indiai nyelvekkel, így az ókori szanszkrittal és a mai hindivel. Egy lovári és egy hindi nyelvű ember kölcsönösen megérti egymás nyelvének néhány alapvető szavát. Az indiai alapszókészlet mellett a cigány nyelv számos perzsa, örmény és görög eredetű szót is tartalmaz, az egyes dialektusokban pedig sok további jövevényszó is van a különböző európai nyelvekből, attól függően, hogy mely országban beszélik. Például a kárpáti cigány és az oláhcigány dialektusokban sok magyar eredetű szó van. (Érdekes módon még a világ távoli részein, például Amerikában élő oláhcigányok nyelvében is.)
A romani nyelv alapjairól Janurik Tamásnak a nyelvtudományok kandidátusának jelent meg 2010-ben egy összefoglaló munkája, A romani nyelv alapjai = La romānya shībake fundura címmel.
A nyelvüket elhagyó, asszimilálódó cigányoknak kialakult sajátos magyar dialektusa, a romungró nyelv, ahol a magyar szavakat cigányos akcentussal ejtik, s elemeket vesznek át az őket környező magyar nyelvjárásokból, ugyanakkor számos cigány szót is megőriztek. A jelenség fordított irányban is megfigyelhető: a számtalan nyelvváltozatot magába foglaló romani nyelv megannyi szava beépült a magyar nyelvbe és a szlengbe is. Az interneten történő kommunikáció egyre nagyobb teret nyer a különböző kulturális közegben élő emberek között, ahol egyre nagyobb nyilvánosság előtt jelennek meg a cigány jövevényszavak. Ezzel egyidejűleg az addig csak a különféle rétegkultúrák világában használt, cigány nyelvből származó, szlengben használt szavak is teret nyertek.

## Milyen tényezők hatnak a magyarországi cigány népesség nemzetiségi önbesorolására?
A közbeszéd egységesen kezeli, nem ismeri a cigányok különböző csoportjait, és nem is tesz különbséget azok között, annak ellenére, hogy legalább három jól elkülöníthető identitású csoport él Magyarországon, amelyek magukat határozottan és büszkén megkülönböztetik egymástól.

### A nyelv hatása
Csaba Zoltán és Závecz Gergő a 2011-ben végzett, országos reprezentatív felmérés adatait használták. Azt feltételezték, hogy nagyobb valószínűséggel vallják magukat cigánynak azok, akik ismerik valamelyik cigány nyelvet, azaz nyelvileg nem asszimilálódtak. A cigány identitást magyarázó modelljükben bármely cigány nyelv ismerete pozitív hatással volt a cigány önbesorolásra. Azonban a romungró modellben ellentétes eredményre jutottak: kevésbé tartják magukat romungrónak azok, akik beszélik valamelyik cigány nyelvet. Ez némileg alátámasztja Keménynek (1973) azt az eredményét, hogy a romungrókat magyar nyelvű cigánynak írja le.

### A társadalmi-gazdasági státusz hatása
Csaba és Závecz szerint a cigány népesség külső strukturális okokból fakadó társadalmi kirekesztődése miatt igaz az, hogy a magasabb iskolai végzettségű, kedvezőbb vagyoni és munkapiaci helyzetű cigányok kisebb valószínűséggel vállalják cigány származásukat. Itt különösen érdekes eredményekre jutott a szerzőpáros. Azon válaszadók, akik tanulók voltak, tehát iskolába jártak, kisebb valószínűséggel tartották magukat cigánynak, mint bármely más munkapiaci státusszal rendelkező válaszadó. Ez arra enged következtetni, hogy az iskolának lehet egy – ha csak időlegesen is – asszimiláló hatása.

### A hagyományos cigány közösségek kultúrája

#### Hagyományos életmód

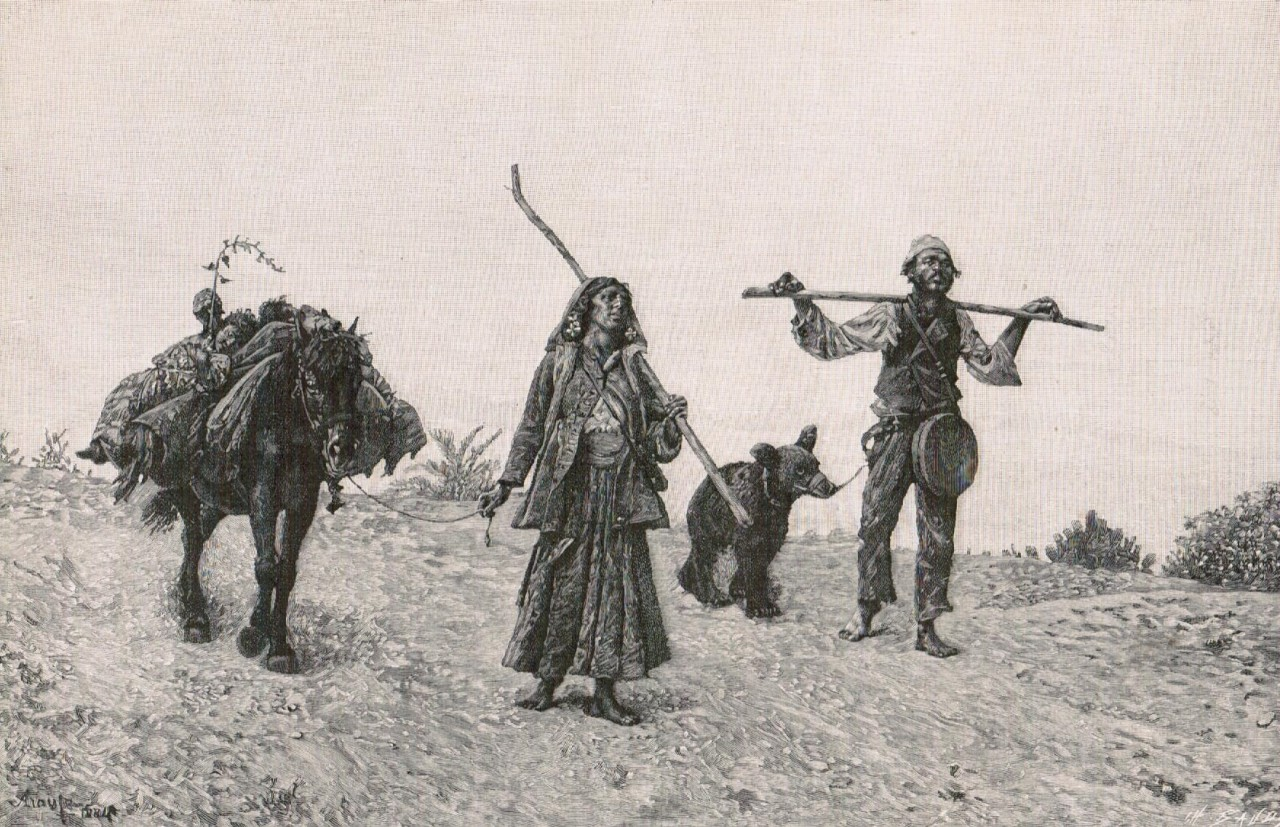
Medvét vezető cigányok Spanyolországban, 19. század

A cigány csoportok hagyományos életmódjuk szerint a nomád, vándorló népek közé tartoznak. A cigány népesség egy része ma is ezt az életmódot folytatja, a nyugat-európai cigányok jelentős része modern lakókocsikkal vándorol, míg egyes balkáni országokban és az arab világban lovaskocsikból álló karavánokban utaznak. Ezzel szemben például a magyarországi és a spanyolországi cigányok ma már valamennyien letelepedetten élnek, ahogyan a kelet-európai cigányok döntő többsége is.

#### Közös kulturális alapok

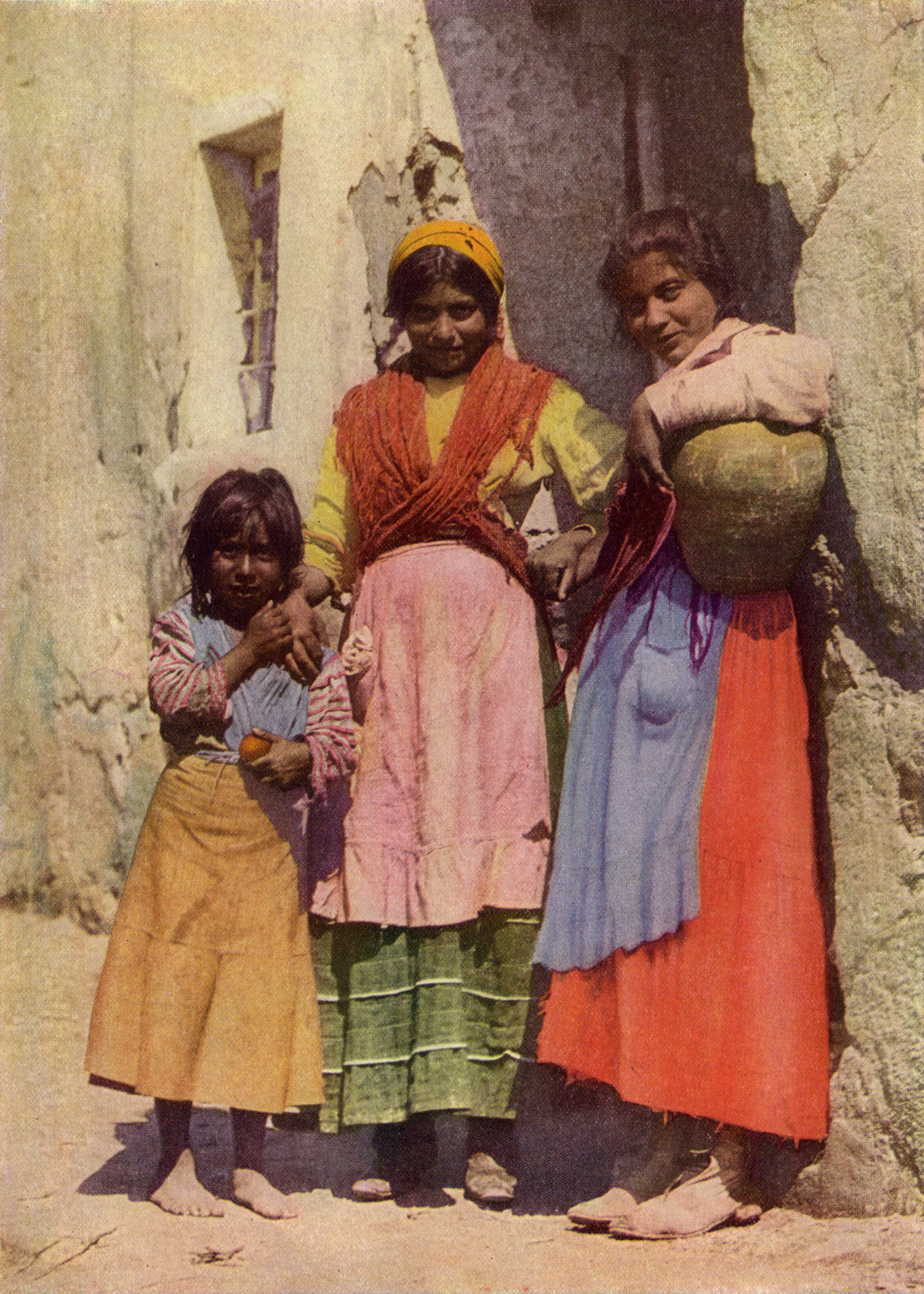
Spanyolországi cigány lányok, 1917

A hagyományos cigány kultúra a befogadó országok uralkodó kultúrájától erősen eltér. Az élet összes területe a család és a rokoni kötelékek mindenek fölött álló értékén alapul. Valamennyi hagyományos cigány csoport megegyezik továbbá a nem-cigány világhoz való sajátos viszonyulásában. Ez a cigány kultúra és identitás közös alapja, amely mindig változatlan. A hagyományos cigány közösségeket ugyanakkor a kultúrájuk minden további részletében a nagy fokú alkalmazkodóképesség és rugalmasság jellemzi. A változó környezethez igazodva akár egy nemzedék leforgása alatt is átalakulhatnak egy adott csoport szokásai. A nem-cigány népektől ez a rugalmasság alapvetően idegen, őket hagyományosan a kultúrájuk folytonossága, konzervatív, megőrző jellege jellemzi. A változóképesség a részletekben, mint alapvető közös kulturális jellemző, magyarázatot ad arra, hogy az egyes hagyományos cigány csoportok a kultúrájuk konkrét részletei, összetevői, mint az életmód, a nyelv, a népszokások, hagyományok, vallás és hiedelemvilág tekintetében egymástól többnyire teljes mértékben különböznek, miközben a nem-cigány mégis egységes etnikumnak látják őket.

### Vallás
A cigányok vallása legtöbbször a körülöttük élő népekével azonos. Így az arab világbeli, törökországi, boszniai és észak-macedóniai cigányok muszlim vallásúak, az észak-európai cigányok protestánsok, a szerbiai, romániai és más kelet-európai országokban élő cigányok ortodox keresztények. A balkáni muzulmán és keresztény cigányok békésebb időkben gyakran imádkoznak egymás templomaiban. Az utóbbi időkben sok európai ország cigány lakói között elterjedt a kisegyházak, evangéliumi gyülekezetek követése. A cigányok vallási szokásaiban az indiai vallásnak semmilyen jelentősebb nyoma nem található. A cigányok célirányos lelki gondozásával a katolikus egyházon belül a cigánypasztoráció intézményei foglalkoznak.
Az ezredfordulón magyarországi cigányok fölvették a kapcsolatot az indiai dalitok buddhista vallási mozgalmával. 2007-ben már bejegyzett egyházként működtek Dzsaj Bhím Közösség néven, és gimnáziumot hoztak létre Sajókazán Dr. Ámbédkar Iskola néven. A 2011-es népszámlálás 616 cigány buddhistát talált országszerte, főképp Budapesten, emellett Borsod-Abaúj-Zemplén és Baranya vármegyében. Közülük sokan, és mások, összesen 546 ember vallotta magát a Dzsaj Bhím Közösség tagjának.

### Hozzájárulás a többségi népek kultúrájához

#### Cigány zenészek
A cigányok egyes csoportjai Magyarországon („muzsikus cigányok”), a Balkán-félszigeten, Spanyolországban és Észak-Afrika nagy részén fontos szerepet töltöttek és töltenek be a zeneművészetben és a zenei szórakoztató iparban. A hivatásos cigány zenészek ezekben az országokban a környező népek népzenéjét, műzenéjét és dalait játsszák és éneklik sajátos cigány stílusban. A spanyolországi cigányok jelentősen hozzájárultak a híres flamenco zene kialakulásához. A dzsessznek pedig olyan gitárzseniket adtak a cigányok, mint a francia Django Reinhardt, a spanyol Carlos Montoya, és a magyar multiinstrumentalista Bacsik Elek (a gitár mellett hegedűn, brácsán, csellón, bőgőn, basszusgitáron, buzukin játszott). A magyarországi cigányok közül kivételesen sokan váltak világhírűvé, ill. legendássá, pl."36." Rácz Laci, Dankó Pista, Rigó Jancsi. Nemzetközi tekintélynek örvend pl. Toki Horváth Gyula, Járóka Sándor, Boross Lajos, id. Sánta Ferenc, Puka Károly, Lakatos Sándor, Lukács Tibor. A klasszikus zene művelői közül kiemelkedik Cziffra György (zongoraművész) zongoraművész, aki a francia becsületrendet is megkapta, a csodagyerekként indult, keserű sorsú hegedűművész Banyák Kálmán, valamint Lendvay József Liszt-díjas hegedűművész, érdemes művész, több nemzetközi verseny győztese. Méltán volt világhírű Pege Aladár, akit mind a komoly-, mind a dzsesszzenében az elsők között jegyeztek. Kortársaink között komoly nemzetközi elismerést szerzett zenészek: Szakcsi Lakatos Béla, Snétberger Ferenc, Balogh Kálmán, Tony Lakatos, Roby Lakatos, Oláh Kálmán, Kőszegi Imre, Lakatos Pecek Géza, Babos Gyula, Rácz Aladár Kossuth-díjas cimbalomművész és még sokan mások. A világon ma cigányzeneként ismert műfaj sajátosan magyar muzsika, sokan magyar népzenének hiszik. Valójában magyar népzenei elemeket felhasználó műdalok jellemzik ezt zenei stílust.

#### Cigány táncművészek
A cigány tánc gyors pattogós, és csak ütemre mehet. A közép-európai cigányok tánc- és zenefolklórja az itt élő népekkel szimbiózisban alakult. A cigányok fontos és többrétegű szerepet játszottak a befogadó népek életében. Nemcsak a régi, feledésbe merült hagyományok őrzői, de az újkori nemzeti kultúrák kialakításához, színesítéséhez is hozzájárultak. A zene- és tánckultúra elemeit érdekes mód inkább a nem zenész cigányok őrizték meg, a zenész cigányok inkább az újkori kultúra színesítéseben és összekötő szerepében jeleskednek. Ez nemcsak a magyarországi cigányokra igaz, hanem a környező kelet-európai országokban élőkre is.
A tánckultúra területenként eltérő, de alapjaiban azonos elemeket tartalmaz. Tehát részben át is vettek az adott környezetből a kialakulásuk során. Érdekes, hogy a dalszerzeményeik nem ennyire eltérőek. A helyi tánc történeti régen elfeledett elemeit sikerült megőrizniük, ez szintén hatalmas kincs. A legtöbb információt és a leghitelesebb táncvonásokat a Tiszántúlról lehet begyűjteni, ott őrizték meg legjobban az alapokat. Az oka a régi alapok megőrzésében sokat játszott az a tény, hogy nem alkalmazkodtak a helyi lakosság fejlődéséhez, mindig tovább vándoroltak.
Nincs szokásrendjük, illetve alkalomhoz kötött táncaik, a nap bármelyik szakaszában, bárhol táncra perdülnek, akár munka közben is. Még a lakodalmaknak sincs rendje ezt illetően. A nem zenész cigányok vokális táncdalaik előadásakor rögtönzött szótagok pergetésével váltogatják, miáltal ritmikailag igen virtuóz és hangszínekben gazdag melodikus tánczenekíséret jöhet létre.
A cigány táncok előadási sajátossága az az elemi erejű, túlfűtött, olykor extázisig is fakadó átélés, amellyel már csak Európán kívüli társadalmakban találkozhatunk. Sajátos, régies műfaji-formai többalakúság jellemzi: férfi és női szólótáncot és páros táncot is magában foglal. Inkább jellemző a spontán, rögtönzött előadásmód, a csoportos nem ismert, egyéni forma, szabálytalan felépítés.
Tánckultúrájuk szervesen összefonódik kelet-délkelet-európai népekével. A több évszázad alatt átvett elemeket, pedig olyan alkotó módon formálták magukévá, hogy már önálló stílusként is megállja a helyét. A régi nemcsak saját, hanem más vidékektől átvett stíluselemeik is gazdagítják az egyetemes európai néprajzot és művelődéstörténetet.

### Modern cigány kultúra

#### Kiemelkedő személyiségek

##### Költők és írók
- Balog Attila – (1956–) költő, a Cigányfúró folyóirat főszerkesztője. Lendítem a lábamat (1981) c. első kötetéért irodalmi nívódíjat kapott. További kötetei: Balogh Attila versei (1991), József Attila a peep – showban (1997).
- Bari Károly – (1952–) költő, műfordító, képzőművész. A Színművészeti Főiskolán, majd a debreceni Kossuth Lajos Tudományegyetem Bölcsészkarán tanult. Cigány népköltészetet és mai francia költőket fordít. Kötetei mellett grafikai kiállításai is vannak. 1984-ben József Attila–díjat, 1992-ben Soros-életműdíjat és Déry-díjat, 1996-ban Bezerédi-díjat kapott. Főbb művei: Holtak arca fölé (1970), Elfelejtett tüzek (1973), A némaság könyve (1983), A varázsló sétálni indul (1985), Tűzpiros kígyócska. Cigány népköltészet (1985), Az erdő anyja. Cigány népmesék és néphagyományok (1990), 21 vers (1992), A pontos hely (1993), Az üvegtemplom. Cigány népmesék (1994), Díszletek egy szinonimához (1995), A tizenkét királyfi. Cigány népmesék (1996), Cigány folklór I–IX. (CD-kollekció, 1999)
- Choli Daróczi József – (1939–2018) költő, műfordító, a Zsámbéki Katolikus Tanítóképző Főiskola tanára. Néhány kötete: Isten homorú arcán (1990), Maskar le shiba dukhades (1994), Újszövetség (Bibliafordítás, 1996).
- Csemer Géza – (1944–2012) dramaturg, író, rendező. Cigányklubokat vezetett, szociográfiákat írt a cigányok életéről. Szakcsi Lakatos Bélával zenés játékokat és musicaleket írt. Néhány műve: Eltörött a hegedűm (zenés játék, 1994), Habiszti (almanach, 1994).
- Csík Ferenc (1957) költő, író, múltkutató. Verskötetei: Ahol a nap is megfordítja szekerét; Kereszt, amelyet ránk hagyott az ég; Képek Tarnazsadány életéből; Cigány kutatások; Csík Ferenc Botos József Tarnazsadány élete a háború előtt alatt és után, Kisebbségi vezető 2005-ig. 2019, Algyő, Jelek Antológia, 2019, Poet 19, Antológia
- Farkas Kálmán – (1930–2004) újságíró, egyetemi tanár. Magyarország első cigány származású újságírója. 1964-ben a Munka Érdemrend bronz fokozatát, 1975-ben ezüst fokozatát kapja meg; 1988-ban az MCKSZ Szabolcs megyei elnöke; 1994-ben az OCKÖ alelnöke, a Cigány Hírlap főszerkesztője. Legfontosabb írásai: Értetek kiáltok (1992); Korona nélkül (1996); Sorstudat (1998); Csisznyikói cserepek (1998).
- Holdosi József – (1951–2005) tanár, író. 1979-ben a Kányák című regényével elnyerte a Művészeti Alap legjobb elsőkötetes szerzőjének járó díját. Más művei: Cigánymózes (1987), A bandita és a halál (1993).
- Horváth Gyula – (1960–) miskolci költő. Első versei az 1980-as években jelentek meg cigány lapokban. Néhány kötete: Megfagyott ország (1992), Szégyen, gyalázat (1993), Az árvaság anatómiája (1995).
- Jónás Tamás (1973–) ózdi születésű magyar nyelven alkotó költő, író, programozó.
- Kovács József "Hontalan" – (1950–) költő. Néhány kötete: Ismeretlen cigány ének (1991), Sequioiabeszéd (1996), Színfolyók (1997).
- Lakatos Menyhért – (1926–2007) író. 1988-tól a Magyarországi Cigányok Kulturális Szövetségének elnöke. 1976-ban Füst Milán-díjat, 1976-ban és 1993-ban József Attila – díjat kapott. Néhány műve: Füstös képek (1978), Csandra szekere (1981), Akik élni akartak (1982).
- Lojkó Lakatos József – (1951–) költő, író, színház- és filmrendező. A Harlekin Gyermekszínház alapítója. Néhány filmje: A nyolcadik stáció, A táltos fiú, Elfelejtett holtak.
- Nagy Gusztáv – (1953–) költő, meseszerző, műfordító. A Romano Nyevipe alapító-munkatársa, később az Amaro Drom és a Rom Som szerzője. Néhány műve: Az ember tragédiája (műfordítás, 1993), Szívbolygód körül (1997).
- Orsós Jakab – (1920–2002) elbeszélő és fafaragó. Kedvtelésből kezdett el faragni, majd írni. Kötetei: Aki hallja, aki nem hallja, Jessze majortól az Uralig, Gyökerezés
- Osztojkán Béla – (1948–2008) író, költő, politikus. 1989-től a Phralipe című folyóirat főszerkesztője, 1991–1993-ban az Amaro Drom alapító főszerkesztője. Néhány műve: Halak fekete citeráben (1981), Hóesés hűségben (1983), Átyin Jóskának nincs, aki megfizessen (1997).
- Rostás-Farkas György – (1949–) költő, újságíró, politikus. 1933-tól a Khetano Drom főszerkesztője. Néhány műve: Megváltásért (1989, 1991), Cigányságom vállalom (1992), A békesség zarándokai (1997).
- Ruva Farkas Pál – (1952) költő, író, műfordító, újságíró, szociológus. Az első cigány újság, a Romano Nyevipe felelős szerkesztője. Jelentősebb művei: Agave (versek, Magvető 1987), Faludy György: Börtönversek (tükörfordítás, 1996), Ruvataurusz (2002), Gipsy Passió (a roma törvény és etika példatára, amit a cigányságról tudni kell, 2006, bővített 2. kiadás, 2013), Zen Zug (versek, 2009), Ars-Más (versek, 2010), Az elgurult álmok (novellák, 2011), A sószéki gólya (versek, 2011), Ameddig forog a cigánykerék (novellák, 2011), Angyalok, ha démonok (önéletrajzi regény, 2013), Mezítláb a csillagok között (versek, 2015), Rókatánc (novellák, 2015), Minden napra MONDÓKA – Pe Sako dyes jek PHENDIMO (tükörfordítás lovari nyelvre, 2016), Túl az időn (versek, 2016).
- Surman László[85] – (1973-) költő, író, okleveles teológus, lelkész. Kötetei: (1998) Sóhajok, (1999) Átutazás, (2000) Arcomon titkosírás, (2001) S megszűnik a csönd – Antológia, (2019) Akarom, élj!, (2019) Jelek 2019 – Antológia, (2019) Szó – Kincs 2019 – Antológia, (2019) A szó ünnepe – Antológia, (2019) Múlt Hangjai – Antológia, (2019) Szárnypróbálgatók – Antológia, (2020) Szó-Kincs 2020 – Antológia, (2020) Szárnypróbálgatók – Antológia.
- Szepesi József – (1948–) újságíró, költő. Rendszeresen jelentek meg művei a Romano Nyevipében, az Amaro Dromban, a Kethano Dromban. Néhány kötete: Elszórtan, mint a gyom (1983), Pogány ima (1997).
- Szécsi Magda – (1958–) újságíró, grafikus, költő, meseszerző. Néhány műve: Az aranyhalas lőszem tükre (1988), A fekete bálvány birodalma (1993), Madarak aranyhegedűn (1996), Tavasztündér mosolya (1997).
- Vesho-Farkas Zoltán – (1974–) költő, műfordító. Kötetei: Cherhaja – Csillagok (1994), Elefántcsontszínű évek (1995), A remény vánkosán (1996), Shakespeare: Hamlet (műfordítás, 1998)

##### Táncosok, színészek
- Balogh Béla – (1958–1996) az amatőr táncmozgalomból induló táncos, 10 évig a Vadrózsa táncegyüttes tagja, a Lindri Táncszínház alapítója (1992), 1986-ban a Ki mit tud? tánckategóriájának győztese.
- Hollai Kálmán – (1949–) színművész, oboa–ének szakos tanár. 1977-ben végezte a Színház- és Filmművészeti Főiskolát, majd az ország színházaiban több mint ötven főszerepet játszott, valamint filmekben is szerepelt (Átok és szerelem). A Hegyi Aranka színjátszócsoport művészeti vezetője.

##### Cigányzenészek
- Balogh János – (1959–) zenész. Az Andro Drom cigány együttes alapító tagja, az Amalipe Cigány Kulturális Egyesület elnöke, a Lindri együttes vezetője.
- Banda Marci – (1847–1925) prímás. Apja Bihari zenekarának klarinétosa volt, ő kávéházak kedvelt muzsikusa. Az 1903. évi prímásversenyen megosztott díjat kapott.
- Berkes Lajos – (1837–1885) prímás. A híres Berkes–dinasztia alapítója, korának ünnepelt prímása. Általában főúri birtokokon játszott.
- Berki László – (1941–1997) zenekarvezető prímás, zeneszerző. 1968-tól az Állami Népi Együttes zenekarvezető prímása. Több mint 20 önálló hanglemeze jelent meg.
- Bihari János – (1764–1827) zeneszerző, cigányprímás. A XIX. század elejének ünnepelt prímása, zenekarával a főúri udvarokban fellépő művésze. Néhány szerzeményét később a klasszikus zenészek is feldolgozták.
- Boka Károly – (1808–1860) zenekarvezető prímás. Debrecenben 24 tagú bandát alapított, amelyben több vadászkürtös is volt. Kedvenc zenésze volt Kossuth Lajosnak, aki többször megfordult házában is.
- Botos Flórián (1973-) Impro Rom Együttes vezetője, dalszerzője, dobos, Az Impro Rom kellemes fülbemászó dalait országszerte siker fogadta, ezrek tapsoltak koncertjeiken a lemez címadó dalára "Sír a szív, a szél" vagy az általuk feldolgozott, jól felpörgetett "Gelem Gelem "című Cigány himnuszra.
- Boross Lajos – (1925–2014) zenekarvezető prímás. Az Állami Népi Együttes tagja, majd a Száztagú Cigányzenekar vezető prímása. Megválasztották a „prímások királyának”.
- Czinka Panna – (1711–1772) zenekarvezető prímás Már 15 évesen zenekart alapított, művészetét a környező országokban is megcsodálták.
- Dankó Pista – (1858–1903) nótaszerző. Az 1890–1900-as évek legnépszerűbb dalszerzője, zenekarával bejárta az országot. Néhány ismert műve: Eltörött a hegedűm, Nem fúj a szél, Most van a nap lemenőben.
- Erdélyi Náci – (1845–1893) prímás. A szegedi cigány-királynak nevezett zenekarvezető a városi zenede tanára is volt, mivel a bécsi konzervatóriumban végezte tanulmányait. 1886-tól négy éven keresztül Amerikában, New Yorkban játszott zenekarával.
- Farkas Miska – (1829–1890) prímás. Győri zenekarvezető, a Dunántúl leghíresebb prímása; Bihari János unokája. 1848-ban mint tábori zenekarvezető Klapka György hadtestében szolgált. Később bejárta zenekarával szinte egész Európát.
- Fátyol Károly – (1830–1888) gordonkaművész. Az 1848-as szabadságharcban Bunkó Antal bandájával a nemzetőrök seregében szolgált. Két fiából is jeles zenészt nevelt.
- id. Járóka Sándor – (1922–1984) prímás. 1932-ben az Aranyosi Rajkózenekar prímása, 1952-től a Belügyminisztérium Művészegyüttesének népi zenekarát vezette. Több kitüntetés birtokosa, fia is kitűnő prímás.
- id. Kóczé Antal – (1872–1926) zenekarvezető prímás. Pályafutása Bunkó Vince zenekarában kezdődött, de 1902-ben már VII. Edward angol királynak muzsikált. 1918-ban a Gellért szálló megnyitásakor is ő játszott zenekarával.
- Lakatos Sándor – (1924–1994) prímás. A legkiválóbb prímások egyike, Liszt-díjas, a népművészet mestere, 1952-ben elnyerte Párizsban a hanglemez-világverseny nagydíját. A világ szinte minden pontján megfordult zenekarával.
- Lendvay Csócsi József (1944–) – Boross Lajos prímáskirálytól kapta meg 1998-ban, egy verseny alkalmával a Pesti Vígadóban, a főprímási rangot. Ugyanebben az évben kitüntették a Magyar Köztársaság Arany Érdemkeresztjével. 2005. december 12-én a 100 tagú Cigányzenekar alelnökévé választják. Fischer Iván karmesterrel és a Budapest Fesztiválzenekarral nagysikerű koncertet adtak a Carnegie Hallban New Yorkban. Németországban és Franciaországban több elismerést kapott művészi munkájáért.
- Lukács Tibor (1956–) prímás Rajkó Zenekar Örökös Tagja, 100-tagú Cigányzenekar egyik Vezetőprímása, a Magyar Köztársasági Bronz Érdemkereszttel kitüntetett művésze.
- Nyári Károly (Győr, 1962. június 29. –) Lyra-díjas magyar jazz-zongorista, énekes, dalszerző és előadóművész
- Patikárius Ferkó – (1827–1870) prímás. Eredeti neve Dudás volt, de az anekdota szerint játékával kigyógyított egy főurat lelki betegségéből, és így „Patikáriusnak” hívták ezután. 1867-ben a párizsi világkiállításon is játszott III. Napóleon francia császár előtt.
- Radics Béla – (1867–1930) cigányprímás. Európa több országában ünnepelt, sikeres prímás. Írt keringőket, indulókat, magyar nótákat is.
- Rácz Laci “36-ik” – (1867–1943) cigányprímás. Kitűnően improvizáló, virtuóz technikájú hegedűs, zenekarával bejárta az egész világot. A cigányok királyának nevezték.
- id. Rácz Pali – (1815–1880) prímás. Élete első felét Olaszországban töltötte, katonai szolgálataiért az orosz kormánytól a Szent György-keresztet is megkapta. Magyarországra költözése után indult zenei pályája, híres szerzeménye a Lehullott a rezgőnyárfa c. nóta.
- Salamon János – (1824–1899) karmester, zenekarvezető. Az első kolozsvári zenekarvezető, a magyarországi és erdélyi cigányprímások vezetője. Az 1848–49-es forradalom résztvevője.
- ifj. Sánta Ferenc – (1945–2024) hegedűművész, zenekarvezető prímás. Zenetanár, majd az Operaház tagja volt. Zenekarával rendszeresen külföldön szerepel. Számos nóta, csárdás szerzője, önálló hanglemezei készültek.
- Toki Horvát Gyula – (1920–1971) prímás. 1931-től a Fővárosi Rajkózenekar vezető prímása, majd 1950-től a Fővárosi Népi Zenekarnak. 1956-tól Nyugaton élt.
- Varga Gusztáv – (1959–) népzenész, énekes. 1978-tól a Kalyi Jag cigány folklóregyüttes vezetője és művészeti menedzsere, több lemeze jelent meg, együttesével sokat lép fel külföldön. 1993-ban a Kalyi Jag Roma Nemzetiségi Szakiskola alapítója. A népművészet ifjú mestere, az Európa- és a Kisebbségekért díj elnyerője.

##### Klasszikus zenészek
- Banda Ede – (1917–2004) gordonkaművész. A Magyar Rádió szólistája, a Zeneakadémia tanára, a Tátrai Vonósnégyes tagja.
- Cziffra György (zongoraművész) – (1921–1994) zongoraművész. 1956-tól Franciaországban élt. Főképp Schumann, Chopin és Liszt műveit játszotta. 1969-ben alapította a Versailles-i Cziffra György Zongoraversenyt, majd tehetséges ifjú zenészek támogatására a Cziffra Alapítványt. Az egész világot bejárta, a nyolcvanas évektől gyakran látogatott Magyarországra, támogatta a magyar zenei életet.
- Kóté László – (1941–) hegedűművész. 1961–1980 között az Országos Filharmónia szólistája, 1966-tól a Zeneakadémia tanára.
- Lendvay József – (1974–) Több nemzetközi hegedűverseny – Budapest, Prága, Amszterdam, Scheveningen – győztese. 1996-ban a svájci Varga Tibor Nemzetközi Hegedűverseny első helyezettje, a következő évben abszolút győztese volt. A világ számos országában vendégszerepelt, többek között a Rotterdami Filharmonikusok, a Holland Rádiózenekar, a Birminghami Szimfonikus Zenekar és a Suisse Romande szólistájaként. Koncertmesteri feladatot is vállalt a Justus Franz és Leonard Bernstein által alapított Nemzetek Zenekaránál. Több alkalommal vendégszerepelt a Vatikánban, a pápai bronz medál kitüntetettje. Magyarországon elsősorban a Budapesti Fesztiválzenekar koncertjeinek vendége. Közreműködött az együttes Liszt Ferenc és Brahms lemezeinek felvételein is.
- Mága Zoltán – (1974–) Liszt Ferenc-díjas magyar zenész, hegedűművész. A világ legrangosabb koncerttermeiben mutatja be a magyar zenei hagyományokat. Játékát a klasszikus zene, a népzene, a cigányzene, a popzene és egyéb irányzatok ötvözésével kialakított crossover stílusát világszerte elismerik. Művészi repertoárja a hagyományos cigány népzenétől a klasszikus darabokon át a dzsesszig, sőt a könnyűzenéig terjed.
- Rácz Aladár – (1886–1958) cimbalomművész. Eleinte cigányzenekarokban játszik, majd fokozatosan a klasszikus zene felé fordul. Ő formált a cimbalomból koncert-hangszert, ő alakította ki a klasszikus repertoárt. 1938-tól haláláig a Zeneakadémia tanára.
- Ruha István – (1931–2004) hegedűművész. 1958 óta a kolozsvári Filharmónia zenekar szólistája, a Napoca vonósnégyes alapítója és vezetője, 1963 óta a kolozsvári konzervatórium tanára.

##### Jazz, pop, rock
- Babos Gyula – (1949–2018) jazzmuzsikus, gitáros. A Bartók Béla Zeneművészeti Szakközépiskola jazztanszakának vezető gitártanára. Stílusa a jazz-rockhoz, a fúziós zene világához áll a legközelebb. Neves együttesekkel lép fel.
- Bacsik Elek (1926–1993) jazzgitáros és jazzhegedűs, multiinstrumentalista (violectra, bariton hegedű, brácsa, cselló, bőgő, basszusgitár, buzuki)
- Farkas Zoltán – (1979–) énekes/gitáros, dalszerző az Ektomorf hardcore/thrash metal zenekar vezetője
- Gáspár László – (1979–) énekes, dalszerző
- Tony Lakatos – (1958–) jazzmuzsikus, szaxofonos. A Kisrákfogó, majd Pege Aladár együttesének tagja. Napjainkban leginkább külföldön, Németországban lép fel. 1992 óta a Hesseni Rádió szólistája.
- Pege Aladár – (1939–2006) jazzművész, nagybőgős. A nemzetközi jazzélet elismert és sokszoros díjnyertes alakja. Később klasszikus zenével is foglalkozik, 1970-től a Zeneakadémia tanára.
- Snétberger Ferenc – (1957–) jazzmuzsikus, gitáros. 1988 óta Berlinben él, a kor ismert együtteseivel lép fel, vannak saját szerzeményei is.
- Szakcsi Lakatos Béla – (1943–2022) jazzmuzsikus-zongorista, zeneszerző. Nemzetközi versenyek győztese, írt balettzenét, színházi kísérőzenét, musicalt. 1972 óta a Bartók Béla Zeneművészeti Szakközépiskola jazztanszakának tanára.
- Szirmai Kálmán – (1934–2008) jazzmuzsikus, gitáros és zeneszerző. A szocializmus alatt Luxemburgba emigrált, ahol folytatta sikeres zenei pályafutását. Pályája során játszott a hazai jazz-élet több szereplőjével, többek között Szakcsi Lakatos Bélával, Pege Aladárral, Lakatos Pecek Gézával és Csík Gusztávval, míg Luxemburgban Herbie Hancock-al, Al Ginterrel, és "Petz" Patrick Harterttel. Később a helyi zeneművészeti egyetem, a Conservatoire Ville de Luxembourg tanszakvezetői posztját töltötte be.

##### Politikusok, közéleti személyiségek
- Berényi László – (1961–) politikus, országgyűlési képviselő a Fidesz színeiben, az Országgyűlés Emberi jogi, kisebbségi, civil- és vallásügyi bizottságának tagja.
- Daróczi Ágnes – (1954–) népművelő, előadóművész, a Romano Glaso és a Kalyi Jag együttesek tagjaiként versmondó. 1978-tól a Népművelési Intézetben a cigány kultúrával foglalkozik, rendezvényeket szervez. 1992-től 1998-ig az MTV Cigány Magazinjának főszerkesztője.
- Farkas Flórián – (1957–) politikus, országgyűlési képviselő a Fidesz színeiben. 1983 óta vesz részt a cigány közéletben. 1989-től a Magyarországi Cigányok Demokratikus Szövetségének főtitkára, a Lungo Drom Érdekvédelmi Szövetség főtitkára, majd elnöke. 1995 óta az Országos Cigány Önkormányzat elnöke.
- Hága Antónia – (1959–) tanár. 1990–1998 között országgyűlési képviselő, 1993-tól a Kethano Drom szerkesztőbizottságának tagja, 1994-től az Ariadne Kulturális Alapítvány elnöke.
- Horváth Aladár – (1964–) népművelő, 1989-ben a miskolci Gettóellenes Bizottság tagja volt. 1990-től 1994-ig országgyűlési képviselő, az emberi jogi, kisebbségi és vallásügyi bizottság tagja, 1991–1994 között a Magyarországi Roma Parlament elnöke, 1995-től a Roma Polgárjogi Alapítvány elnöke.
- Járóka Lívia – (1974–) szociálantropológus, politikus. 2004 óta az Európai Parlament képviselője a Fidesz színeiben. Az első cigány képviselőnő, egyúttal jelenleg az egyetlen cigány képviselő az EP-ben. Az Európai Néppárt Roma Munkacsoportjának elnöke, míg az Európai Parlament Nőjogi és Esélyegyenlőségi Bizottságának alelnöke.
- Horváth M. Judit – (1952–) fotóművész. 1990–1995 között az Amaro Drom főszerkesztője; 1999-ben Más Világ címmel férjével, Stalter Györggyel fotóalbuma jelenik meg a magyarországi cigányok életéről.
- Joka Daróczi János – (1962–) újságíró, szociális munkás. 1982 óta dolgozik a Magyar Televíziónál, 1998-tól a Cigány Magazin főszerkesztője.
- Lázár Péter – (1959–) pedagógus. A nyírtelki Kedves Ház program kidolgozója és vezetője. A Soros Alapítvány oktatási füzetek sorozatában publikálta pedagógiai eredményeit.
- Orsós Éva – (1954–) tanár, politikus, 1995–98 a Nemzeti és Etnikai Kisebbségi Hivatal elnöke, c. államtitkár. A Soros Alapítvány tanácsadója.
- Orsós János, Hidas – (1975–) Waldorf pedagógus. Buddhista vallási vezető,[86] a Dr. Ámbédkar Iskola[87] alapítója. Petőfi Sándor: János vitéz c. művének beás nyelvű fordítója,[88][89] a Belső igény[90] c. pedagógiai módszertani könyv szerzője.
- Osztolykán Ágnes – (1974–) pedagógus, politikus, országgyűlési képviselő az LMP színeiben. Az oktatási, tudományos és kutatási bizottság alelnöke.
- Ruva Pál Sándor (Ruva Farkas Pál) (1952 – ) újságíró, író, költő, szociológus, szociálpolitikus. a Cigány Írószövetség alapító elnöke
- Varga József – (1962–) politikus, országgyűlési képviselő a Fidesz színeiben, az Országgyűlés Foglalkoztatási és munkaügyi bizottságának alelnöke.
- Zsigó Jenő – (1952–) szociológus, politikus. 1987 óta a Fővárosi Tanács Cigány Szociális és Művelődés, Módszertani Központjának (ma Romano Kher) igazgatója. 1994 óta a Roma Parlament elnöke.

##### Képzőművészek
- Bada Márta – (1951–) festőművész. Iskolás korától fest. Remsey Iván és Mizsér Pál voltak a mesterei. 1973-tól állít ki csoportos és egyéni tárlatokon.
- Balázs János – (1905–1977) festőművész. Már gyermekkorában megmutatkozik tehetsége, de csak 1968-ban kezd festeni. Salgótarjánban élt, itt fedezték fel a ’70-es évek elején, s itt rendezték első, önálló kiállítását is 1975-ben. Műveit több hazai közgyűjtemény őrzi, amelyeket nemzetközi kiállításokon is bemutattak.
- Balogh Balázs András (1940–2014) festőművész
- Balogh József (1944–) kárpátaljai magyar cigány festőművész
- Balogh Tibor (1975–) grafikus- és festőművész
- Bari Janó – (1955–) festőművész. 9 éves korától fest. Különböző technikákat használ a tájképfestészettől a szürrealizmusig. Képei Görögországtól Amerikáig több gyűjteményben megtalálhatók.
- Bódi Barbara
- Botos Flórián (1973–) képzőművész. Grafikája egyedi irányt vett, a bibliai történetek szövegének betűiből alakította ki képeit, a szöveg szerinti bibliai jeleneteket ábrázol
- Pongor Beri Károly (David Beery) – (1951–) grafikus és festőművész. 1975-ben Nyírmihályfalván kezd festeni. 1979 óta rendszeresen szerepel kiállításokon, 1987-től 1996-ig családjával Németországban élt.
- Dilinkó Gábor – (1929–) festőművész. 1975-ben autóbusz balesetét követően kezd festeni, 1982 óta szerepel kiállításokon, az 1956-os forradalomban vállalt szerepéért magas állami kitüntetésben részesült.
- Fenyvesi József – (1928–2005) festőművész. 1958-tól három évig munka mellett képzőművészeti szakkörbe jár, 1974-ben rendezi első kiállítását.
- Gyügyi Ödön – (1966–) grafikusművész. Tiszadobon végzi a szakmunkásképzőt, amikor Péli Tamás híres pannóját festi. Ő és Szentandrássy hatására kezd alkotni. Első kiállítása 1988-ban volt. Grafikái rendszeresen megjelennek cigány lapokban.
- Horváth Vince – (1899–1982) faragóművész, a Népművészet Mestere. 1937-ben kezdett faragni, a ’70-es évektől voltak külföldön és Magyarországon kiállításai.
- Káli-Horváth Kálmán (1975−) festőművész, irodalmár, riporter.
- Kiss József – (1921–) festőművész. 1954-ben kezdett el festeni. Első kiállítása 1974-ben Keszthelyen volt.
- Kosztics László – (1958–) fafaragóművész. 1989 óta foglalkozik faragással. Több egyéni és csoportos tárlaton vett részt. 1996-ban létrehozta a Békésebb Világért Alapítványt.
- Kun Pál – (1958–) festőművész. 1975 óta gyakran vannak kiállításai.
- Labancné Milák Brigitta – (1968–) festőművész. Vágréti Jánost tekinti mesterének. Művészi tehetségét gyermeke óvónője fedezte fel. 1994-ben Mezőberényben mutatkozott be első tárlatán.
- Oláh Jolán – (1932–2005) festőművész. Férje, Balogh Balázs András mellett kezd festeni. Első, önálló kiállításával 1985-ben a kecskeméti Naiv Művészeti Múzeumban jelentkezett.
- Oláh Mara – (1945–) festőművész. Gyakran vannak kiállításai idehaza és külföldön is.
- Oláh Zoltán – (1974–) grafikus és festőművész. Képző- és Iparművészeti Szakközépiskolába járt, gimnáziumban érettségizett.
- Orsós Jakab – (1920–) fafaragóművész, író, politikus. Családi hagyományként már gyerekkorában elkezdett faragni. Rendszeresen jelenik meg tárlatokon, elbeszéléskötete Aki hallja, aki nem hallja címmel 1987-ben jelent meg; Gyökerek című kötete pedig 1995-ben.
- Orsós Teréz – (1955–) festőművész. Iskolás korában a komlói rajzszakkör tagja. 1979-ben szerepel először kiállításon, Magyarországon és külföldön egyaránt sokat vesz részt kiállításokon.
- Palotai Lajos – (1951–) festőművész. Az általános iskolában rajztanára, Garay Jenő keze alatt kezd festeni. Képzőművészeti gimnáziumot végzett, kezdetben reprodukciók másolásával foglalkozott. 1981 óta állít ki.
- Péli Tamás – (1952–1995) festőművész. Az iskola elvégzése után juhokat őrzött. 1979 óta fest Lakatos Menyhért biztatására. Képzőművészeti tanulmányait Amszterdamban végezte a Festészeti Akadémián. Több cigány művész vallja mesterének.
- Ráczné Kalányos Gyöngyi – (1965–) festőművész. Komlón Pongrácz Éva rajztanár rajzszakkörében kezd rajzolni. Több gyermekrajz pályázatot nyert. Első festményét gyermekei szobájának falára készítette. 1979-ben a Hét iker szarvaskígyó című animációs filmhez készített rajzokat és meséket.
- Szentandrássy István – (1957–) Kossuth-díjas festőművész.
- Szécsi Magda – (1958–) grafikus, festőművész, író. 1984 óta rajzol és ír meséket. Első kiállítása Tatán volt. Több verseskötetet és saját szerzésű mesekötetét illusztrálta.
- Szomora Kálmán – (1938–) fafaragóművész. 1979 óta több alkalommal részt vett a tatabányai országos bányász-fafaragó tábor munkájában. 1988-ban a Nógrád megyei Szénbányászati Tröszt díját nyerte el.
- Túró Zoltán – (1972–) festőművész. Képzőművészeti Gimnáziumot végzett. A figuralista, részletező festészet gyakorlója.
- Vári Zsolt – (1974–) festőművész. Autodidakta, országszerte gyakran vannak kiállításai.
- Váradi Gábor – (1958–) festőművész. Első tanára Rákosi Zoltán volt, majd Péli Tamást tekintette mesterének. Első tárlata 1989-ben Ózdon volt. 1994-ben Izlandon 6 hónapos tanulmányúton vett részt.

##### Sportolók
- Farkas János olimpiai bajnok labdarúgó, a róla elnevezett Alapítvány célja a szociálisan hátrányos helyzetben levő cigány – és lehetőségeihez mérten – nem cigány származású fiatal és munkanélküli sportolók támogatása.[91]

#### Színház
Államilag szubvencionált, törvényben rögzített státusú (és költségvetésű) hivatásos színészekkel játszó cigány prózai színház csak Szlovákiában (Romathan) és Oroszországban (Romen) létezik, de a piacorientált profizmustól a teljesen amatőr keretekig számos társulat működik Európában. Cigány zenés színház például létezik Bulgáriában és Lengyelországban is.
Az első cigány színházat Lunacsarszkij alapította 1931-ben, Indo-Roma Tyeatr néven. Szakmailag a legjelentősebb ismertségre talán a moszkvai Romen Tyeatr jutott, amely orosz nyelven és különféle cigány nyelvjárásokon tart előadásokat. A rendszerváltás előtt egyike volt az egykori Szovjetunió nemzetiségi kirakatintézményeinek, és mint ilyen, egyfajta hamis cigány romantikát népszerűsített. A rendszerváltás óta klasszikus orosz szerzőket (Puskin, Gyerzsavin) is játszik. A másik nemzetközileg ismert társulat a Macedóniában (Szkopjében) létrehozott, később Németországba települt Pralipe volt. (Ma anyagi csőd miatt szünetelteti működését.) Ezenkívül a L. Ristić által alapított (később átalakult) magyarországi Maladype is komoly fesztiválsikereket tud maga mögött, bár ez a társulat nem teljesen cigány kisebbségi színházként határozza meg magát. Ezeken túl számos kevésbé jelentős cigány színházi csoport működik Európában Ausztriától Lengyelországig. A legtöbbjük többségi vagy vegyes nyelven játszik.
Cigány nyelvű hivatásos színészképzés sehol nincsen.
A kortárs cigány drámairodalom talán legjelentősebb szerzője a finn Veijo Baltzar (1942–) rendező, forgatókönyv-, hangjáték- és drámaíró, színházi pedagógus. 1976-ban Drom néven cigány társulatot alapított Helsinkiben, amelyet a 80-as években elhagyott, és évekig kizárólag írásból élt. A 90-es évek óta színészeket tanít, és ismét rendez, jelenleg egy operát írt. Jelentős még a szerbiai Jovan Nikolić (1955), és magyar Csemer Géza színházi munkássága. Az utóbbi vezetésével a Karaván Stúdióban zajlik cigány fiatalok színpadi képzése. Rendszeres cigány színházi fesztivál beindítására több próbálkozás történt, ilyen például a csehországi Amalipe Fesztivál.

## Embertan
A cigányok között az észak-indiaiakra jellemző embertípus (indo-mediterrán) az uralkodó. A legújabb genetikai kutatások kimutatták, hogy a vizsgált európai cigány férfiak génjeiben az Y kromoszómák és a mitokondriális DNS leggyakoribb csoportja a H haplocsoport (50%), míg a nőknél a H és M haplocsoport (35% és 26%). Ezek más európai népeknél nagyon ritkák, viszont Indiában ugyanilyen gyakoriak. Az európai cigány lakosságnál ugyanakkor teljesen hiányoznak egyes olyan haplocsoportok, amelyek az indiaiaknál gyakoriak (például az U2i és U7, amelyek az indiai nőknél 11-35% arányúak). Ez azt jelenti, hogy az európai cigány lakosság kb. felerészben már keveredett a környezetében élő európai népcsoportokkal.

## A transznacionális cigány etnikum
A többségi társadalomba beilleszkedett cigány értelmiség tagjai közül világszerte, így Magyarországon is egyre többen fedezik fel maguknak újra csoportjuk ősi hagyományait és főleg a cigány nyelvet. Olyanok is elsajátítják, akik a családjuk körében nem beszélték. A cigány nyelv valamennyi cigány csoport egységének legfontosabb kifejezője. A nyelv alapján kialakulóban van a modern kornak megfelelő egységes cigány etnikai kultúra.
Az 1971-es első Roma Világkongresszus fontos mérföldköve lett a határok felett álló közös cigány etnikum fejlődésének. A kongresszuson zászlót és himnuszt választottak. A kongresszus első ízben ismerte el hivatalosan a cigány nyelvet, megkezdték az egységes nyelv kialakítását, amely napjainkig tart.
2005-ben Strasbourgban megalakult a Romák és Utazók Európai Fóruma (European Roma and Travellers Forum). A fórum egyfajta európai cigány parlamentként működik és az Európa Tanács javaslattevő szervezete minden olyan kérdésben, ami érintheti a cigány társadalmat. A fórum munkanyelvei a romany, az angol és a francia. (Magyarországról az Országos Cigány Önkormányzat 4 főt delegálhat a rendszeresen ülésező fórumra.)
Minden év május 24-én tartják a nemzetközi cigány búcsút a dél-franciaországi kisvárosban, Saintes-Maries-de-la-Merben. Az eseményre a világ minden tájáról érkeznek a cigányok, hogy imádkozzanak a cigány nép védőszentjéhez, Szent Sárához, és részesei lehessenek egy nemzetközi kulturális találkozónak.

### Cigány zászló

Az 1971-ben elfogadott cigány nemzeti zászló, közepén a csakra, vagyis életkerék

A hivatalos cigány nemzeti zászló méretei

Már a nemzetközi cigány mozgalmak 1930-as évekbeli megindulásakor megfogalmazódott az igény egy saját zászló megalkotására, mely a mainál egyszerűbb volt, csupán a kék és zöld sávokból állt. A zászlónak azonban ez a korai formája nemzetközileg nem terjedt el. A ma is ismert zászló jóval később, a nemzetközi cigánymozgalmak újjáéledésével az 1971-es Első Roma Világkongresszuson született meg és került elfogadásra. Ekkor jelent meg a zászló közepén a kék és zöld sávokon a vörös kerék, indiai kifejezéssel élve a csakra. A zászlónak ez az új formája gyorsan elterjedt világszerte.
A zászló szimbolikájában az alsó zöld sáv jelenti a földet, a természetet, a konkrét adottságokat, a világi dolgokat. A felső kék sáv jelképezi az eget, a végtelent, a lehetőségeket, az isteni gondviselést. A kerék utalás konkrétan a vándorlásra, illetve általánosabban a világ változására.
A küllők száma a különböző ábrázolásokon változó: nyolc, tizenkettő vagy tizenhat.
- 8: iránytűhöz hasonló alakja utal a négy fő- és négy alégtájra, azaz „a szélrózsa minden irányára”.
- 12: az év tizenkét hónapja, a Zodiákus tizenkét csillagképe.
- 16: India zászlajának tizenhat küllős csakrája, mely a Dharmát, azaz az „Örök Törvényt” jelenti úgy is, mint társadalmi, valamint természeti, illetve természetfeletti, spirituális törvényt.

A kerék vörös színe utal egyfelől a felkelő és lenyugvó Nap vörös színére, ezáltal a napszakok változására, az idő múlására. Másfelől jelenti a vér vörös színét is, mely egyszerre jelképe az életnek – hiszen a test éltető nedve – és a halálnak – mint az ártatlan áldozatok oly sokszor kiontott vére.
A cigányok ezzel a zászlóval azt kívánják kifejezni, hogy területi széttagoltsága és kulturális sokszínűsége ellenére egységes nemzetnek tekinti magát. Címert viszont hivatalosan nem alkottak, ezzel is kifejezvén azt, hogy nincs igényük egy adott területhez kötött cigány nemzetállam létrehozására, minden cigány ember annak az államnak az állampolgára, amelyben él.

### Cigány himnusz
Az 1971-ben, Londonban tartott első Roma Világkongresszus a Gélem, gélem („Mentem, mentem”) kezdetű műdalt – a jugoszláviai Žarko Jovanović romani nyelven (lovári nyelvjárásban) írt szerzeményét – fogadta el a cigányok hivatalos himnuszának. A dal gyorsan népszerűvé vált és gyakorlatilag folklorizálódott. Több szövegváltozata is kialakult, valamint dallamát is többféle stílusban, zenei megközelítésben adják elő. Szövegváltozatai nem csak a romani nyelv különböző dialektusaiban léteznek, hanem különböző nem cigány nyelveken is (például magyarul, szerbül, románul stb.) Ez utóbbiak általában nem fordítások, hanem önálló alkotások.
A magyarországi cigány himnusz címe: Zöld az erdő.

## Irodalmi, zenei művek a cigányokról

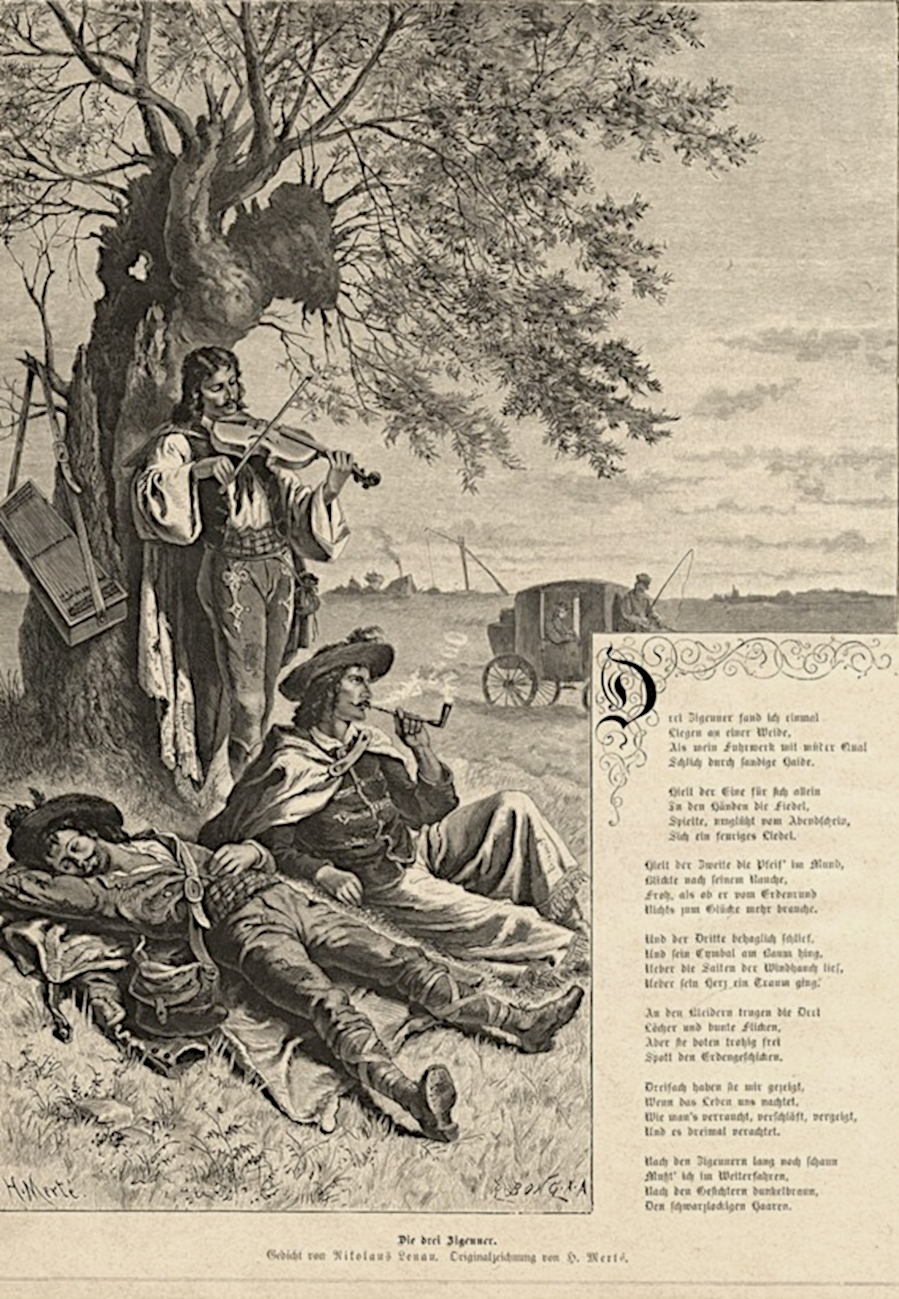
Heinrich Merté illusztrációja Nikolaus Lenau, a Három cigány című verséhez (1888)

- Nikolaus Lenau: Három cigány – vers[95]
- Liszt Ferenc: Die drei Zigeuner – dal[96]
- Cervantes: Preciosa, a szép cigánylány – kisregény
- Victor Hugo: A párizsi Notre-Dame – regény (Esmeralda)
- Georges Bizet: Carmen – opera
- García Lorca Cigány románcok
- Alekszandr Szergejevics Puskin: Cigányok, A cigánylány
- Ady Endre: Répakapálás, Történetek egy temetőből
- Arany János: A nagyidai cigányok, A bajusz
- Babits Mihály: Cigánydal
- Vörösmarty Mihály: A vén cigány
- Sütő András: Balkáni gerle
- Gárdonyi Géza: Egri csillagok – regény (Sárközi cigány alakja)
- Gárdonyi Géza: Göre Gábor bíró úr könyve – novellák (Kátsa tzigány)
- Gárdonyi Géza: Kátsa[97]
- Bársony János: Cigány mesék (Móra Könyvkiadó, Budapest, 2007) ISBN 978-963-11-8385-6
- Csenki Sándor: A cigány meg a sárkány (püspökladányi cigány mesék) (Európa Könyvkiadó, Budapest, 1974) ISBN 963-07-0227-4
- Lady Gaga : Gypsy (Cigány) – romantikus ballada (Artpop c. album,  2013)
- George Sand: Consuelo
- George Sand: Rudolstadt grófné
- Lakatos Menyhért: A hét szakállas farkas
- Lakatos Menyhért: A paramisák ivadékai
- Maurice Ravel: Tzigane
- Pablo de Sarasate: Cigánydalok
- Shakira: Gypsy – dal (She Wolf c. album, 2009)
- Stephen King: Sorvadj el
- Szabó Ildikó: Chacho rom

## Cigány tematikájú összefoglaló szócikkek
- Cigány népcsoportok
- Cigány nyelv
- Cigány nemzeti jelképek
- Cigány ünnepek

### Bibliográfia
Magyarul:
- Csaba Zoltán László – Závecz Gergő: Milyen tényezők hatnak a magyarországi cigány népesség nemzetiségi önbesorolására? In: Kurucz Erika (szerk): Élethelyzetek a társadalom peremén, 2011
- Kemény István (szerk.): A magyarországi romák (Változó Világ 31., Budapest, 2000)
- Angus Fraser: A cigányok (Osiris Kiadó, 2006) ISBN 963-389-618-5
- Gerlóczy Ferenc: Cigányság és vallásosság – Roma katolikusok[halott link] In: Heti Világgazdaság, 2001/14.
- Jean-Pierre Liégeois: Romák, cigányok, utazók Európa Tanács Információs és Dokumentációs Központ, Budapest, 1998
- José Eugenio: Cigány gyerekek az iskolában, Nyitott Könyvmű Kiadó, 2008
- Romano Rácz Sándor: Cigány sor, Osiris Kiadó, 2008
- Takács Géza: Kiútkeresők, Osiris Kiadó, 2009
- Tábori Zoltán: Magdolna negyed, Osiris Kiadó, 2009
- Dupcsik Csaba: A magyarországi cigányság története, Osiris Kiadó, 2009

Angolul:
- Bart McDowell: Gypsies, Wanderers of the World (National Geographic Society, 1970) ISBN 0-87044-088-8
- Viorel Achim: The Gypsies in Romanian History (Central European University Press, Budapest, 2004) ISBN 963-9241-84-9

#### AzIndexcigányügyi cikksorozata
- Ki a cigány? (2009. augusztus 31.)
- Segélyből él az összes cigány? (2009. szeptember 2.)
- A romák nem szeretnek dolgozni? (2009. szeptember 7.)
- A bűnözés a cigányok vérében van? (2009. szeptember 9.)

#### További cikkek
- RomNet: Roma, cigány tematikus hírek
- A cigány nyelvű Wikipédia Archiválva 2008. július 5-i dátummal a Wayback Machine-ben
- Cigány nóták dalszövegei
- Landauer Attila: Utak és problémák a magyarországi cigánykutatásban
- Nagy Pál: A magyarországi cigányok korai története: 14-17. század
- Tóth Péter: A magyarországi cigányság története a feudalizmus korában[halott link],[halott link]
- Az Opre roma, a cigány himnusz („Találkoztam boldog cigányokkal”) szövege és meghallgatható változata
- A cigány nemzet az Európai Unióban (rtf dokumentum)
- Halmos Antal: Az őshaza táján (doc formátum)
- Rostás-Farkas György: Cigányságom vállalom
- Prónai Csaba: A kulturális antropológia jelentősége a cigánykutatásban (Három példa) Archiválva 2021. január 17-i dátummal a Wayback Machine-ben
- Romanesthan-Gypsyland-Cigányország: leírások, zenék, fotók, videók

#### Humor
Cigánykerekek. (Cigány-adomák). In: Gracza György: A nevető Magyarország. Bp, 1901, II. kötet, 303–338. o.